# Primera División de España 2025-26
La Primera División de España 2025-26 (denominada LALIGA EA Sports por motivos de patrocinio) es la 95.ª edición de la máxima competición del sistema de ligas de fútbol de España. Organizado por la Liga Nacional de Fútbol Profesional (LALIGA), el torneo dió comienzo el 15 de agosto de 2025 y finalizará el 24 de mayo de 2026.
Defiende título el F. C. Barcelona, que consiguió su 28.ª Liga en la temporada anterior.

## Sistema de competición
La competición consta de un grupo único integrado por veinte clubes de toda la geografía española. Siguiendo un sistema de liga, los veinte equipos se enfrentan todos contra todos en dos ocasiones, una en campo propio y otra en campo contrario, sumando un total de 38 jornadas. El orden de los encuentros se decide por sorteo antes de empezar la competición y la clasificación final se establece teniendo en cuenta los puntos obtenidos en cada enfrentamiento, a razón de tres por partido ganado, uno por empate y ninguno en caso de derrota.
- Si al finalizar el campeonato dos equipos igualan a puntos, los mecanismos para desempatar la clasificación son los siguientes:

1. Mayor diferencia entre goles a favor y en contra en los enfrentamientos entre ambos.
2. Mayor diferencia entre goles a favor y en contra en todos los encuentros del campeonato.
3. Mayor número de goles a favor teniendo en cuenta todos los encuentros del campeonato.
4. Mejor clasificación en los criterios del juego limpio.
5. Partido de desempate en campo neutral, designado por la RFEF, siguiendo los criterios recogidos en el Reglamento General.

- Si el empate a puntos se produce entre tres o más clubes, los mecanismos para desempatar la clasificación son los siguientes:

1. Mayor puntuación a tenor de los resultados de los partidos jugados entre sí por los clubes implicados.
2. Mayor diferencia entre goles a favor y en contra, considerando únicamente los partidos jugados entre sí por los clubes implicados.
3. Mayor diferencia entre goles a favor y en contra, teniendo en cuenta todos los encuentros del campeonato.
4. Mayor número de goles a favor, teniendo en cuenta todos los encuentros del campeonato.
5. Mejor clasificación en los criterios de juego limpio.
6. Partido de desempate en campo neutral, designado por la RFEF, siguiendo los criterios recogidos en el Reglamento General.

Los criterios de desempate para empates múltiples tienen carácter excluyente, es decir, si algún criterio resuelve el desempate de forma parcial, se volverán a aplicar los criterios correspondientes a los equipos restantes según cuál sea el número de clubes que aún continúen en igualdad.

### Competiciones europeas
La UEFA otorga 7 plazas a la Real Federación Española de Fútbol para participar en sus tres competiciones continentales de la próxima temporada, que se distribuyen de la siguiente forma:
- 4 plazas en la fase de liga de la Liga de Campeones para los cuatro primeros equipos clasificados de LaLiga.
- 2 plazas en la fase de liga de la Liga Europa para el equipo campeón de la Copa del Rey y para el quinto equipo clasificado de LaLiga.
- 1 plaza en la cuarta ronda clasificatoria de la Liga Conferencia para el sexto equipo clasificado de LaLiga.

No obstante, esta distribución se puede ver alterada en alguno de los supuestos que conforman las siguientes excepciones:
- Excepción de la Copa del Rey: si un equipo obtiene una plaza para la Liga Europa por ganar la Copa del Rey, pero finaliza la temporada entre los cinco primeros clasificados de la Liga (obteniendo así una plaza para una competición igual o superior), la plaza obtenida en la Copa pasa al sexto clasificado, siendo el equipo clasificado en séptimo lugar quien acceda a la plaza de Liga Conferencia. Por otra parte, si el equipo campeón de la Copa se encuentra clasificado en la sexta posición de la Liga, obtiene la plaza conseguida en la Copa, al permitirle acceder a una competición superior, y del mismo modo la plaza de Liga Conferencia se le concede al séptimo clasificado.

- Excepción de la UEFA: cuando un equipo gana una competición europea se le concede una plaza para participar en la próxima edición de la competición europea inmediatamente superior (de la misma competición, en el caso de la Liga de Campeones). Si un equipo en esta situación obtiene cualquier plaza europea mediante una de las dos competiciones nacionales –en su caso, previa aplicación de la excepción anterior–, solo puede conservar una de las dos plazas (si son diferentes, la que le permita acceder a una competición superior), perdiendo la RFEF la posibilidad de usar la plaza sobrante en favor de otra federación nacional.

- Excepción del Rendimiento Europeo: si la RFEF se encuentra entre las dos federaciones mejor situadas en el ranking de coeficientes de la UEFA al término de la presente temporada, obtiene una plaza adicional para participar en la próxima Liga de Campeones.[4][5] De darse esta circunstancia, la plaza adicional sería otorgada al equipo mejor clasificado en la Liga que no se haya clasificado a la Liga de Campeones por ningún otro medio y, en caso de existir un conflicto de plazas, desplazando el resto de clasificaciones europeas ya existentes en la tabla, una vez aplicadas las dos excepciones anteriores.

### Otros efectos de la clasificación
Al finalizar la competición, es nombrado campeón de LaLiga EA Sports el equipo que haya finalizado en la primera posición de la tabla clasificatoria, mientras que los tres últimos clasificados son descendidos a Segunda División, liberando las tres plazas que la próxima temporada son ocupadas por los tres equipos ascendidos. Además, los dos mejores equipos de la clasificación que no jueguen la final de la Copa del Rey se clasificarán para la próxima Supercopa de España.

## Equipos participantes

### Ascensos y descensos
Un total de veinte equipos disputan la liga: los diecisiete primeros clasificados de la Primera División de España 2024-25 más tres equipos ascendidos de la Segunda División de España 2024-25, de los cuales uno de ellos asciende como vencedor de una promoción disputada entre cuatro equipos. La siguiente tabla muestra los intercambios de plazas previos al comienzo de la temporada actual:
| Pos. | Descendidos a Segunda División |
| ---- | ------------------------------ |
| 18.º | C. D. Leganés                  |
| 19.º | U. D. Las Palmas               |
| 20.º | Real Valladolid C. F.          |

| Pos. | Ascendidos de Segunda División |
| ---- | ------------------------------ |
| 1.º  | Levante U. D.                  |
| 2.º  | Elche C. F.                    |
| 3.º  | Real Oviedo                    |

### Equipos por comunidad autónoma
| N.° | Comunidad autónoma | Equipos                                                  |
| --- | ------------------ | -------------------------------------------------------- |
| 4   | Madrid             | Atlético de Madrid, Getafe, Rayo Vallecano y Real Madrid |
| 4   | Valencia           | Elche, Levante, Valencia y Villarreal                    |
| 3   | Cataluña           | Barcelona, Espanyol y Girona                             |
| 3   | País Vasco         | Alavés, Athletic Club y Real Sociedad                    |
| 2   | Andalucía          | Real Betis y Sevilla                                     |
| 1   | Asturias           | Real Oviedo                                              |
| 1   | Galicia            | Celta de Vigo                                            |
| 1   | Islas Baleares     | Mallorca                                                 |
| 1   | Navarra            | Osasuna                                                  |

### Información de los equipos
| Equipo             | Ciudad                | Entrenador             | Capitán               | Estadio                  | Capacidad | Proveedor | Patrocinador        |
| ------------------ | --------------------- | ---------------------- | --------------------- | ------------------------ | --------- | --------- | ------------------- |
| Alavés             | Vitoria               | Eduardo Coudet         | Antonio Sivera        | Mendizorroza             | 20 320    | Puma      | DXTY News           |
| Athletic Club      | Bilbao                | Ernesto Valverde       | Iñaki Williams        | San Mamés                | 53 289    | Castore   | Kutxabank           |
| Atlético de Madrid | Madrid                | Diego Simeone          | Koke Resurrección     | Riyadh Air Metropolitano | 70 460    | Nike      | Riyadh Air          |
| Barcelona          | Barcelona             | Hans-Dieter Flick      | Marc-André ter Stegen | Spotify Camp Nou         | 99 354    | Nike      | Spotify             |
| Celta de Vigo      | Vigo                  | Claudio Giráldez       | Iago Aspas            | Abanca-Balaídos          | 24 870    | Hummel    | Estrella Galicia    |
| Elche              | Elche                 | Eder Sarabia           | Pedro Bigas           | Martínez Valero          | 33 732    | Nike      | VegaFibra           |
| Espanyol           | Cornellá de Llobregat | Manolo González        | Javi Puado            | RCDE Stadium             | 40 000    | Kelme     | Conservas Dani      |
| Getafe             | Getafe                | José Bordalás          | Djené Dakonam         | Coliseum                 | 16 500    | Joma      | Tecnocasa Group     |
| Girona             | Gerona                | Míchel Sánchez         | Cristhian Stuani      | Municipal de Montilivi   | 14 624    | Puma      | Etihad Airways      |
| Levante            | Valencia              | Julián Calero          | Pablo Martínez        | Ciudad de Valencia       | 26 354    | Macron    | Marcos Automoción   |
| Mallorca           | Palma de Mallorca     | Jagoba Arrasate        | Antonio Raíllo        | Son Moix                 | 23 142    | Nike      | aGEL                |
| Osasuna            | Pamplona              | Alessio Lisci          | Kike Barja            | El Sadar                 | 23 576    | Macron    | Kosner              |
| Rayo Vallecano     | Madrid                | Iñigo Pérez            | Óscar Valentín        | Estadio de Vallecas      | 14 708    | Umbro     | DIGI                |
| Real Betis         | Sevilla               | Manuel Pellegrini      | Marc Bartra           | Estadio de La Cartuja    | 68 887    | Hummel    | Gree                |
| Real Madrid        | Madrid                | Xabi Alonso            | Dani Carvajal         | Santiago Bernabéu        | 81 044    | Adidas    | Emirates            |
| Real Oviedo        | Oviedo                | Veljko Paunović        | Santi Cazorla         | Carlos Tartiere          | 30 500    | Adidas    | DIGI                |
| Real Sociedad      | San Sebastián         | Sergio Francisco       | Mikel Oyarzabal       | Reale Arena              | 39 313    | Macron    | Yasuda Group        |
| Sevilla            | Sevilla               | Matías Almeyda         | Nemanja Gudelj        | Ramón Sánchez-Pizjuán    | 43 883    | Adidas    | Midea Group         |
| Valencia           | Valencia              | Carlos Corberán        | José Luis Gayà        | Mestalla                 | 49 430    | Puma      | TM Real State Group |
| Villarreal         | Villarreal            | Marcelino García Toral | Gerard Moreno         | La Cerámica              | 23 500    | Joma      | Pamesa Cerámica     |

### Cambios de entrenadores
| Equipo        | Entrenador (Jornadas) | Fecha de vacante   | Tipo de salida        | Posición en la tabla | Entrenador entrante | Fecha de nombramiento |
| ------------- | --------------------- | ------------------ | --------------------- | -------------------- | ------------------- | --------------------- |
| Real Madrid   | Carlo Ancelotti       | 25 de mayo de 2025 | Rescisión de contrato | Pretemporada         | Xabi Alonso         | 25 de mayo de 2025    |
| Real Sociedad | Imanol Alguacil       | 25 de mayo de 2025 | Fin de contrato       | Pretemporada         | Sergio Francisco    | 29 de mayo de 2025    |
| Sevilla       | Joaquín Caparrós      | 25 de mayo de 2025 | Fin de contrato       | Pretemporada         | Matías Almeyda      | 16 de junio de 2025   |
| Osasuna       | Vicente Moreno        | 25 de mayo de 2025 | Fin de contrato       | Pretemporada         | Alessio Lisci       | 23 de junio de 2025   |

## Árbitros
| - Alberola Rojas, Javier – - Busquets Ferrer, Mateo – - Cordero Vega, Adrián - Cuadra Fernández, Guillermo – - De Burgos Bengoetxea, Ricardo – - Díaz de Mera Escuderos, Isidro - Galech Apezteguía, Iosu - García Verdura, Víctor - Gil Manzano, Jesús – - Guzmán Mansilla, José Luis | - Hernández Hernández, Alejandro José – - Hernández Maeso, Francisco José - Martínez Munuera, Juan – - Munuera Montero, José Luis – - Muñiz Ruiz, Alejandro – - Ortiz Arias, Miguel Ángel - Quintero González, Alejandro - Sánchez Martínez, José María – - Sesma Espinosa, Miguel - Soto Grado, César |

Fuente: 

## Desarrollo

### Clasificación
| Pos. | Equipo              | Pts. | PJ | G | E | P | GF | GC | Dif. | Clasificación 2026-27                 |
| ---- | ------------------- | ---- | -- | - | - | - | -- | -- | ---- | ------------------------------------- |
| 1    | F. C. Barcelona     | 3    | 1  | 1 | 0 | 0 | 3  | 0  | +3   | Fase de liga de Liga de Campeones     |
| 2    | Rayo Vallecano      | 3    | 1  | 1 | 0 | 0 | 3  | 1  | +2   | Fase de liga de Liga de Campeones     |
| 3    | Villarreal C. F.    | 3    | 1  | 1 | 0 | 0 | 2  | 0  | +2   | Fase de liga de Liga de Campeones     |
| 4    | Getafe C. F.        | 3    | 1  | 1 | 0 | 0 | 2  | 0  | +2   | Fase de liga de Liga de Campeones     |
| 5    | Athletic Club       | 3    | 1  | 1 | 0 | 0 | 3  | 2  | +1   | Fase de liga de Liga Europa           |
| 6    | R. C. D. Espanyol   | 3    | 1  | 1 | 0 | 0 | 2  | 1  | +1   | Ronda de play-off de Liga Conferencia |
| 7    | Deportivo Alavés    | 3    | 1  | 1 | 0 | 0 | 2  | 1  | +1   |                                       |
| 8    | Real Madrid C. F.   | 3    | 1  | 1 | 0 | 0 | 1  | 0  | +1   |                                       |
| 9    | Real Betis Balompié | 1    | 1  | 0 | 1 | 0 | 1  | 1  | 0    |                                       |
| 10   | Real Sociedad       | 1    | 1  | 0 | 1 | 0 | 1  | 1  | 0    |                                       |
| 11   | Valencia C. F.      | 1    | 1  | 0 | 1 | 0 | 1  | 1  | 0    |                                       |
| 12   | Elche C. F.         | 1    | 1  | 0 | 1 | 0 | 1  | 1  | 0    |                                       |
| 13   | Sevilla F. C.       | 0    | 1  | 0 | 0 | 1 | 2  | 3  | −1   |                                       |
| 14   | Atlético de Madrid  | 0    | 1  | 0 | 0 | 1 | 1  | 2  | −1   |                                       |
| 15   | Levante U. D.       | 0    | 1  | 0 | 0 | 1 | 1  | 2  | −1   |                                       |
| 16   | C. A. Osasuna       | 0    | 1  | 0 | 0 | 1 | 0  | 1  | −1   |                                       |
| 17   | Girona F. C.        | 0    | 1  | 0 | 0 | 1 | 1  | 3  | −2   |                                       |
| 18   | R. C. Celta de Vigo | 0    | 1  | 0 | 0 | 1 | 0  | 2  | −2   | Descenso a Segunda División           |
| 19   | Real Oviedo         | 0    | 1  | 0 | 0 | 1 | 0  | 2  | −2   | Descenso a Segunda División           |
| 20   | R. C. D. Mallorca   | 0    | 1  | 0 | 0 | 1 | 0  | 3  | −3   | Descenso a Segunda División           |

Actualizado a los partidos jugados el 19 de agosto de 2025.
 Fuente: LaLiga EA Sports
Criterios de clasificación: Puntos · Diferencia de goles particular · Diferencia de goles general · Goles a favor · Puntos de Fair Play · Partido de desempate

### Evolución de la clasificación
| Jornada / Equipo | 1  | 2 | 3 | 4 | 5 | 6 | 7 | 8 | 9 | 10 | 11 | 12 | 13 | 14 | 15 | 16 | 17 | 18 | 19 | 20 | 21 | 22 | 23 | 24 | 25 | 26 | 27 | 28 | 29 | 30 | 31 | 32 | 33 | 34 | 35 | 36 | 37 | 38 |
| Jornada / Equipo |    |   |   |   |   |   |   |   |   |    |    |    |    |    |    |    |    |    |    |    |    |    |    |    |    |    |    |    |    |    |    |    |    |    |    |    |    |    |
| ---------------- | -- | - | - | - | - | - | - | - | - | -- | -- | -- | -- | -- | -- | -- | -- | -- | -- | -- | -- | -- | -- | -- | -- | -- | -- | -- | -- | -- | -- | -- | -- | -- | -- | -- | -- | -- |
| Barcelona        | 1  |   |   |   |   |   |   |   |   |    |    |    |    |    |    |    |    |    |    |    |    |    |    |    |    |    |    |    |    |    |    |    |    |    |    |    |    |    |
| Rayo             | 2  |   |   |   |   |   |   |   |   |    |    |    |    |    |    |    |    |    |    |    |    |    |    |    |    |    |    |    |    |    |    |    |    |    |    |    |    |    |
| Villarreal       | 3  |   |   |   |   |   |   |   |   |    |    |    |    |    |    |    |    |    |    |    |    |    |    |    |    |    |    |    |    |    |    |    |    |    |    |    |    |    |
| Getafe           | 4  |   |   |   |   |   |   |   |   |    |    |    |    |    |    |    |    |    |    |    |    |    |    |    |    |    |    |    |    |    |    |    |    |    |    |    |    |    |
| Athletic         | 5  |   |   |   |   |   |   |   |   |    |    |    |    |    |    |    |    |    |    |    |    |    |    |    |    |    |    |    |    |    |    |    |    |    |    |    |    |    |
| Espanyol         | 6  |   |   |   |   |   |   |   |   |    |    |    |    |    |    |    |    |    |    |    |    |    |    |    |    |    |    |    |    |    |    |    |    |    |    |    |    |    |
| Alavés           | 7  |   |   |   |   |   |   |   |   |    |    |    |    |    |    |    |    |    |    |    |    |    |    |    |    |    |    |    |    |    |    |    |    |    |    |    |    |    |
| R. Madrid        | 8  |   |   |   |   |   |   |   |   |    |    |    |    |    |    |    |    |    |    |    |    |    |    |    |    |    |    |    |    |    |    |    |    |    |    |    |    |    |
| Betis            | 9  |   | * | * | * |   |   |   |   |    |    |    |    |    |    |    |    |    |    |    |    |    |    |    |    |    |    |    |    |    |    |    |    |    |    |    |    |    |
| R. Sociedad      | 10 |   |   |   |   |   |   |   |   |    |    |    |    |    |    |    |    |    |    |    |    |    |    |    |    |    |    |    |    |    |    |    |    |    |    |    |    |    |
| Valencia         | 11 |   |   |   |   |   |   |   |   |    |    |    |    |    |    |    |    |    |    |    |    |    |    |    |    |    |    |    |    |    |    |    |    |    |    |    |    |    |
| Elche            | 12 |   |   |   |   |   |   |   |   |    |    |    |    |    |    |    |    |    |    |    |    |    |    |    |    |    |    |    |    |    |    |    |    |    |    |    |    |    |
| Sevilla          | 13 |   |   |   |   |   |   |   |   |    |    |    |    |    |    |    |    |    |    |    |    |    |    |    |    |    |    |    |    |    |    |    |    |    |    |    |    |    |
| Atlético         | 14 |   |   |   |   |   |   |   |   |    |    |    |    |    |    |    |    |    |    |    |    |    |    |    |    |    |    |    |    |    |    |    |    |    |    |    |    |    |
| Levante          | 15 |   |   |   |   |   |   |   |   |    |    |    |    |    |    |    |    |    |    |    |    |    |    |    |    |    |    |    |    |    |    |    |    |    |    |    |    |    |
| Osasuna          | 16 |   |   |   |   |   |   |   |   |    |    |    |    |    |    |    |    |    |    |    |    |    |    |    |    |    |    |    |    |    |    |    |    |    |    |    |    |    |
| Girona           | 17 |   |   |   |   |   |   |   |   |    |    |    |    |    |    |    |    |    |    |    |    |    |    |    |    |    |    |    |    |    |    |    |    |    |    |    |    |    |
| Celta            | 18 |   | * | * | * |   |   |   |   |    |    |    |    |    |    |    |    |    |    |    |    |    |    |    |    |    |    |    |    |    |    |    |    |    |    |    |    |    |
| Oviedo           | 19 |   |   |   |   |   |   |   |   |    |    |    |    |    |    |    |    |    |    |    |    |    |    |    |    |    |    |    |    |    |    |    |    |    |    |    |    |    |
| Mallorca         | 20 |   |   |   |   |   |   |   |   |    |    |    |    |    |    |    |    |    |    |    |    |    |    |    |    |    |    |    |    |    |    |    |    |    |    |    |    |    |

* Indica que la posición fue provisional en dicha jornada al tratarse de un equipo con un número distinto de partidos disputados con respecto a la mayoría de participantes.

## Resultados
| Jornada 1           | Jornada 1 | Jornada 1           | Jornada 1         | Jornada 1    | Jornada 1 | Jornada 1    | Jornada 1                | Jornada 1  | Jornada 1 |
| Local               | Resultado | Visitante           | Estadio           | Fecha        | Hora      | Espectadores | Árbitro                  | Amonestado | Expulsado |
| ------------------- | --------- | ------------------- | ----------------- | ------------ | --------- | ------------ | ------------------------ | ---------- | --------- |
| Girona F. C.        | 1 – 3     | Rayo Vallecano      | Montilivi         | 15 de agosto | 19:00     | 12 403       | Javier Alberola          | 1          | 1         |
| Villarreal C. F.    | 2 – 0     | Real Oviedo         | La Cerámica       | 15 de agosto | 21:30     | 18 333       | Alejandro Muñiz          | 4          | 1         |
| R. C. D. Mallorca   | 0 – 3     | F. C. Barcelona     | Mallorca Son Moix | 16 de agosto | 19:30     | 23 318       | José Luis Munuera        | 6          | 2         |
| Deportivo Alavés    | 2 – 1     | Levante U. D.       | Mendizorroza      | 16 de agosto | 21:30     | 12 837       | Miguel Sesma             | 1          | 0         |
| Valencia C. F.      | 1 – 1     | Real Sociedad       | Mestalla          | 16 de agosto | 21:30     | 45 333       | José María Sánchez       | 3          | 0         |
| R. C. Celta de Vigo | 0 – 2     | Getafe C. F.        | Balaídos          | 17 de agosto | 17:00     | 20 530       | Iosu Galech              | 5          | 0         |
| Athletic Club       | 3 – 2     | Sevilla F. C.       | San Mamés         | 17 de agosto | 19:30     | 49 134       | Francisco José Hernández | 2          | 0         |
| R. C. D. Espanyol   | 2 – 1     | Atlético de Madrid  | RCDE Stadium      | 17 de agosto | 21:30     | 29 612       | Mateo Busquets           | 6          | 0         |
| Elche C. F.         | 1 – 1     | Real Betis Balompié | Martínez Valero   | 18 de agosto | 21:00     | 28 585       | Víctor García            | 2          | 0         |
| Real Madrid C. F.   | 1 – 0     | C. A. Osasuna       | Santiago Bernabéu | 19 de agosto | 21:00     | 68 407       | Adrián Cordero           | 1          | 1         |

| Jornada 2           | Jornada 2 | Jornada 2           | Jornada 2                | Jornada 2    | Jornada 2 | Jornada 2    | Jornada 2 | Jornada 2  | Jornada 2 |
| Local               | Resultado | Visitante           | Estadio                  | Fecha        | Hora      | Espectadores | Árbitro   | Amonestado | Expulsado |
| ------------------- | --------- | ------------------- | ------------------------ | ------------ | --------- | ------------ | --------- | ---------- | --------- |
| Real Betis Balompié | vs        | Deportivo Alavés    | La Cartuja               | 22 de agosto | 21:30     |              |           |            |           |
| R. C. D. Mallorca   | vs        | R. C. Celta de Vigo | Mallorca Son Moix        | 23 de agosto | 17:00     |              |           |            |           |
| Atlético de Madrid  | vs        | Elche C. F.         | Riyadh Air Metropolitano | 23 de agosto | 19:30     |              |           |            |           |
| Levante U. D.       | vs        | F. C. Barcelona     | Ciutat de València       | 23 de agosto | 21:30     |              |           |            |           |
| C. A. Osasuna       | vs        | Valencia C. F.      | El Sadar                 | 24 de agosto | 17:00     |              |           |            |           |
| Real Sociedad       | vs        | R. C. D. Espanyol   | Reale Arena              | 24 de agosto | 19:30     |              |           |            |           |
| Villarreal C. F.    | vs        | Girona F. C.        | La Cerámica              | 24 de agosto | 19:30     |              |           |            |           |
| Real Oviedo         | vs        | Real Madrid C. F.   | Carlos Tartiere          | 24 de agosto | 21:30     |              |           |            |           |
| Athletic Club       | vs        | Rayo Vallecano      | San Mamés                | 25 de agosto | 19:30     |              |           |            |           |
| Sevilla F. C.       | vs        | Getafe C. F.        | Ramón Sánchez-Pizjuán    | 25 de agosto | 21:30     |              |           |            |           |

| Jornada 3           | Jornada 3 | Jornada 3          | Jornada 3           | Jornada 3    | Jornada 3 | Jornada 3    | Jornada 3 | Jornada 3  | Jornada 3 |
| Local               | Resultado | Visitante          | Estadio             | Fecha        | Hora      | Espectadores | Árbitro   | Amonestado | Expulsado |
| ------------------- | --------- | ------------------ | ------------------- | ------------ | --------- | ------------ | --------- | ---------- | --------- |
| Elche C. F.         | vs        | Levante U. D.      | Martínez Valero     | 29 de agosto | 19:30     |              |           |            |           |
| Valencia C. F.      | vs        | Getafe C. F.       | Mestalla            | 29 de agosto | 21:30     |              |           |            |           |
| Deportivo Alavés    | vs        | Atlético de Madrid | Mendizorroza        | 30 de agosto | 17:00     |              |           |            |           |
| Real Oviedo         | vs        | Real Sociedad      | Carlos Tartiere     | 30 de agosto | 19:00     |              |           |            |           |
| Girona F. C.        | vs        | Sevilla F. C.      | Montilivi           | 30 de agosto | 19:30     |              |           |            |           |
| Real Madrid C. F.   | vs        | R. C. D. Mallorca  | Santiago Bernabéu   | 30 de agosto | 21:30     |              |           |            |           |
| R. C. Celta de Vigo | vs        | Villarreal C. F.   | Balaídos            | 31 de agosto | 17:00     |              |           |            |           |
| Real Betis Balompié | vs        | Athletic Club      | La Cartuja          | 31 de agosto | 19:00     |              |           |            |           |
| R. C. D. Espanyol   | vs        | C. A. Osasuna      | RCDE Stadium        | 31 de agosto | 19:30     |              |           |            |           |
| Rayo Vallecano      | vs        | F. C. Barcelona    | Estadio de Vallecas | 31 de agosto | 21:30     |              |           |            |           |

| Jornada 4           | Jornada 4 | Jornada 4           | Jornada 4                | Jornada 4        | Jornada 4      | Jornada 4    | Jornada 4 | Jornada 4  | Jornada 4 |
| Local               | Resultado | Visitante           | Estadio                  | Fecha            | Hora           | Espectadores | Árbitro   | Amonestado | Expulsado |
| ------------------- | --------- | ------------------- | ------------------------ | ---------------- | -------------- | ------------ | --------- | ---------- | --------- |
| Sevilla F. C.       | vs        | Elche C. F.         | Ramón Sánchez-Pizjuán    | 12 de septiembre | 21:00          |              |           |            |           |
| Getafe C. F.        | vs        | Real Oviedo         | Coliseum                 | 13 de septiembre | 14:00          |              |           |            |           |
| Levante U. D.       | vs        | Real Betis Balompié | Ciutat de València       | 13 de septiembre | 16:15          |              |           |            |           |
| R. C. Celta de Vigo | vs        | Girona F. C.        | Balaídos                 | 14 de septiembre | 14:00          |              |           |            |           |
| C. A. Osasuna       | vs        | Rayo Vallecano      | El Sadar                 | 14 de septiembre | 18:30          |              |           |            |           |
| R. C. D. Espanyol   | vs        | R. C. D. Mallorca   | RCDE Stadium             | 15 de septiembre | 21:00          |              |           |            |           |
| Atlético de Madrid  | vs        | Villarreal C. F.    | Riyadh Air Metropolitano | Por determinar   | Por determinar |              |           |            |           |
| F. C. Barcelona     | vs        | Valencia C. F.      | Spotify Camp Nou         | Por determinar   | Por determinar |              |           |            |           |
| Athletic Club       | vs        | Deportivo Alavés    | San Mamés                | Por determinar   | Por determinar |              |           |            |           |
| Real Sociedad       | vs        | Real Madrid C. F.   | Reale Arena              | Por determinar   | Por determinar |              |           |            |           |

| Jornada 5           | Jornada 5 | Jornada 5           | Jornada 5           | Jornada 5          | Jornada 5      | Jornada 5    | Jornada 5 | Jornada 5  | Jornada 5 |
| Local               | Resultado | Visitante           | Estadio             | Fecha              | Hora           | Espectadores | Árbitro   | Amonestado | Expulsado |
| ------------------- | --------- | ------------------- | ------------------- | ------------------ | -------------- | ------------ | --------- | ---------- | --------- |
| Deportivo Alavés    | vs        | Sevilla F. C.       | Mendizorroza        | ≈ 21 de septiembre | Por determinar |              |           |            |           |
| F. C. Barcelona     | vs        | Getafe C. F.        | Spotify Camp Nou    | ≈ 21 de septiembre | Por determinar |              |           |            |           |
| Real Betis Balompié | vs        | Real Sociedad       | La Cartuja          | ≈ 21 de septiembre | Por determinar |              |           |            |           |
| Elche C. F.         | vs        | Real Oviedo         | Martínez Valero     | ≈ 21 de septiembre | Por determinar |              |           |            |           |
| Girona F. C.        | vs        | Levante U. D.       | Montilivi           | ≈ 21 de septiembre | Por determinar |              |           |            |           |
| Valencia C. F.      | vs        | Athletic Club       | Mestalla            | ≈ 21 de septiembre | Por determinar |              |           |            |           |
| R. C. D. Mallorca   | vs        | Atlético de Madrid  | Mallorca Son Moix   | ≈ 21 de septiembre | Por determinar |              |           |            |           |
| Rayo Vallecano      | vs        | R. C. Celta de Vigo | Estadio de Vallecas | ≈ 21 de septiembre | Por determinar |              |           |            |           |
| Real Madrid C. F.   | vs        | R. C. D. Espanyol   | Santiago Bernabéu   | ≈ 21 de septiembre | Por determinar |              |           |            |           |
| Villarreal C. F.    | vs        | C. A. Osasuna       | La Cerámica         | ≈ 21 de septiembre | Por determinar |              |           |            |           |

| Jornada 6           | Jornada 6 | Jornada 6           | Jornada 6                | Jornada 6          | Jornada 6      | Jornada 6    | Jornada 6 | Jornada 6  | Jornada 6 |
| Local               | Resultado | Visitante           | Estadio                  | Fecha              | Hora           | Espectadores | Árbitro   | Amonestado | Expulsado |
| ------------------- | --------- | ------------------- | ------------------------ | ------------------ | -------------- | ------------ | --------- | ---------- | --------- |
| R. C. Celta de Vigo | vs        | Real Betis Balompié | Balaídos                 | 27 de agosto       | 21:00          |              |           |            |           |
| Athletic Club       | vs        | Girona F. C.        | San Mamés                | ≈ 24 de septiembre | Por determinar |              |           |            |           |
| Atlético de Madrid  | vs        | Rayo Vallecano      | Riyadh Air Metropolitano | ≈ 24 de septiembre | Por determinar |              |           |            |           |
| R. C. D. Espanyol   | vs        | Valencia C. F.      | RCDE Stadium             | ≈ 24 de septiembre | Por determinar |              |           |            |           |
| Levante U. D.       | vs        | Real Madrid C. F.   | Ciutat de València       | ≈ 24 de septiembre | Por determinar |              |           |            |           |
| Sevilla F. C.       | vs        | Villarreal C. F.    | Ramón Sánchez-Pizjuán    | ≈ 24 de septiembre | Por determinar |              |           |            |           |
| Getafe C. F.        | vs        | Deportivo Alavés    | Coliseum                 | ≈ 24 de septiembre | Por determinar |              |           |            |           |
| Real Oviedo         | vs        | F. C. Barcelona     | Carlos Tartiere          | ≈ 24 de septiembre | Por determinar |              |           |            |           |
| C. A. Osasuna       | vs        | Elche C. F.         | El Sadar                 | ≈ 24 de septiembre | Por determinar |              |           |            |           |
| Real Sociedad       | vs        | R. C. D. Mallorca   | Reale Arena              | ≈ 24 de septiembre | Por determinar |              |           |            |           |

| Jornada 7           | Jornada 7 | Jornada 7           | Jornada 7                | Jornada 7          | Jornada 7      | Jornada 7    | Jornada 7 | Jornada 7  | Jornada 7 |
| Local               | Resultado | Visitante           | Estadio                  | Fecha              | Hora           | Espectadores | Árbitro   | Amonestado | Expulsado |
| ------------------- | --------- | ------------------- | ------------------------ | ------------------ | -------------- | ------------ | --------- | ---------- | --------- |
| Atlético de Madrid  | vs        | Real Madrid C. F.   | Riyadh Air Metropolitano | ≈ 28 de septiembre | Por determinar |              |           |            |           |
| F. C. Barcelona     | vs        | Real Sociedad       | Spotify Camp Nou         | ≈ 28 de septiembre | Por determinar |              |           |            |           |
| Real Betis Balompié | vs        | C. A. Osasuna       | La Cartuja               | ≈ 28 de septiembre | Por determinar |              |           |            |           |
| Getafe C. F.        | vs        | Levante U. D.       | Coliseum                 | ≈ 28 de septiembre | Por determinar |              |           |            |           |
| Rayo Vallecano      | vs        | Sevilla F. C.       | Estadio de Vallecas      | ≈ 28 de septiembre | Por determinar |              |           |            |           |
| R. C. D. Mallorca   | vs        | Deportivo Alavés    | Mallorca Son Moix        | ≈ 28 de septiembre | Por determinar |              |           |            |           |
| Villarreal C. F.    | vs        | Athletic Club       | La Cerámica              | ≈ 28 de septiembre | Por determinar |              |           |            |           |
| Elche C. F.         | vs        | R. C. Celta de Vigo | Martínez Valero          | ≈ 28 de septiembre | Por determinar |              |           |            |           |
| Girona F. C.        | vs        | R. C. D. Espanyol   | Montilivi                | ≈ 28 de septiembre | Por determinar |              |           |            |           |
| Valencia C. F.      | vs        | Real Oviedo         | Mestalla                 | ≈ 28 de septiembre | Por determinar |              |           |            |           |

| Jornada 8           | Jornada 8 | Jornada 8           | Jornada 8             | Jornada 8      | Jornada 8      | Jornada 8    | Jornada 8 | Jornada 8  | Jornada 8 |
| Local               | Resultado | Visitante           | Estadio               | Fecha          | Hora           | Espectadores | Árbitro   | Amonestado | Expulsado |
| ------------------- | --------- | ------------------- | --------------------- | -------------- | -------------- | ------------ | --------- | ---------- | --------- |
| Deportivo Alavés    | vs        | Elche C. F.         | Mendizorroza          | ≈ 5 de octubre | Por determinar |              |           |            |           |
| Athletic Club       | vs        | R. C. D. Mallorca   | San Mamés             | ≈ 5 de octubre | Por determinar |              |           |            |           |
| Girona F. C.        | vs        | Valencia C. F.      | Montilivi             | ≈ 5 de octubre | Por determinar |              |           |            |           |
| Real Madrid C. F.   | vs        | Villarreal C. F.    | Santiago Bernabéu     | ≈ 5 de octubre | Por determinar |              |           |            |           |
| R. C. Celta de Vigo | vs        | Atlético de Madrid  | Balaídos              | ≈ 5 de octubre | Por determinar |              |           |            |           |
| Sevilla F. C.       | vs        | F. C. Barcelona     | Ramón Sánchez-Pizjuán | ≈ 5 de octubre | Por determinar |              |           |            |           |
| R. C. D. Espanyol   | vs        | Real Betis Balompié | RCDE Stadium          | ≈ 5 de octubre | Por determinar |              |           |            |           |
| C. A. Osasuna       | vs        | Getafe C. F.        | El Sadar              | ≈ 5 de octubre | Por determinar |              |           |            |           |
| Real Oviedo         | vs        | Levante U. D.       | Carlos Tartiere       | ≈ 5 de octubre | Por determinar |              |           |            |           |
| Real Sociedad       | vs        | Rayo Vallecano      | Reale Arena           | ≈ 5 de octubre | Por determinar |              |           |            |           |

| Jornada 9           | Jornada 9 | Jornada 9           | Jornada 9                | Jornada 9       | Jornada 9      | Jornada 9    | Jornada 9 | Jornada 9  | Jornada 9 |
| Local               | Resultado | Visitante           | Estadio                  | Fecha           | Hora           | Espectadores | Árbitro   | Amonestado | Expulsado |
| ------------------- | --------- | ------------------- | ------------------------ | --------------- | -------------- | ------------ | --------- | ---------- | --------- |
| Deportivo Alavés    | vs        | Valencia C. F.      | Mendizorroza             | ≈ 19 de octubre | Por determinar |              |           |            |           |
| Atlético de Madrid  | vs        | C. A. Osasuna       | Riyadh Air Metropolitano | ≈ 19 de octubre | Por determinar |              |           |            |           |
| F. C. Barcelona     | vs        | Girona F. C.        | Spotify Camp Nou         | ≈ 19 de octubre | Por determinar |              |           |            |           |
| R. C. Celta de Vigo | vs        | Real Sociedad       | Balaídos                 | ≈ 19 de octubre | Por determinar |              |           |            |           |
| Getafe C. F.        | vs        | Real Madrid C. F.   | Coliseum                 | ≈ 19 de octubre | Por determinar |              |           |            |           |
| Levante U. D.       | vs        | Rayo Vallecano      | Ciutat de València       | ≈ 19 de octubre | Por determinar |              |           |            |           |
| Elche C. F.         | vs        | Athletic Club       | Martínez Valero          | ≈ 19 de octubre | Por determinar |              |           |            |           |
| Villarreal C. F.    | vs        | Real Betis Balompié | La Cerámica              | ≈ 19 de octubre | Por determinar |              |           |            |           |
| Real Oviedo         | vs        | R. C. D. Espanyol   | Carlos Tartiere          | ≈ 19 de octubre | Por determinar |              |           |            |           |
| Sevilla F. C.       | vs        | R. C. D. Mallorca   | Ramón Sánchez-Pizjuán    | ≈ 19 de octubre | Por determinar |              |           |            |           |

| Jornada 10          | Jornada 10 | Jornada 10          | Jornada 10          | Jornada 10      | Jornada 10     | Jornada 10   | Jornada 10 | Jornada 10 | Jornada 10 |
| Local               | Resultado  | Visitante           | Estadio             | Fecha           | Hora           | Espectadores | Árbitro    | Amonestado | Expulsado  |
| ------------------- | ---------- | ------------------- | ------------------- | --------------- | -------------- | ------------ | ---------- | ---------- | ---------- |
| Athletic Club       | vs         | Getafe C. F.        | San Mamés           | ≈ 26 de octubre | Por determinar |              |            |            |            |
| Girona F. C.        | vs         | Real Oviedo         | Montilivi           | ≈ 26 de octubre | Por determinar |              |            |            |            |
| Real Sociedad       | vs         | Sevilla F. C.       | Reale Arena         | ≈ 26 de octubre | Por determinar |              |            |            |            |
| Valencia C. F.      | vs         | Villarreal C. F.    | Mestalla            | ≈ 26 de octubre | Por determinar |              |            |            |            |
| Rayo Vallecano      | vs         | Deportivo Alavés    | Estadio de Vallecas | ≈ 26 de octubre | Por determinar |              |            |            |            |
| Real Betis Balompié | vs         | Atlético de Madrid  | La Cartuja          | ≈ 26 de octubre | Por determinar |              |            |            |            |
| Real Madrid C. F.   | vs         | F. C. Barcelona     | Santiago Bernabéu   | ≈ 26 de octubre | Por determinar |              |            |            |            |
| C. A. Osasuna       | vs         | R. C. Celta de Vigo | El Sadar            | ≈ 26 de octubre | Por determinar |              |            |            |            |
| R. C. D. Espanyol   | vs         | Elche C. F.         | RCDE Stadium        | ≈ 26 de octubre | Por determinar |              |            |            |            |
| R. C. D. Mallorca   | vs         | Levante U. D.       | Mallorca Son Moix   | ≈ 26 de octubre | Por determinar |              |            |            |            |

| Jornada 11          | Jornada 11 | Jornada 11          | Jornada 11               | Jornada 11       | Jornada 11     | Jornada 11   | Jornada 11 | Jornada 11 | Jornada 11 |
| Local               | Resultado  | Visitante           | Estadio                  | Fecha            | Hora           | Espectadores | Árbitro    | Amonestado | Expulsado  |
| ------------------- | ---------- | ------------------- | ------------------------ | ---------------- | -------------- | ------------ | ---------- | ---------- | ---------- |
| Deportivo Alavés    | vs         | R. C. D. Espanyol   | Mendizorroza             | ≈ 2 de noviembre | Por determinar |              |            |            |            |
| Atlético de Madrid  | vs         | Sevilla F. C.       | Riyadh Air Metropolitano | ≈ 2 de noviembre | Por determinar |              |            |            |            |
| F. C. Barcelona     | vs         | Elche C. F.         | Spotify Camp Nou         | ≈ 2 de noviembre | Por determinar |              |            |            |            |
| Real Betis Balompié | vs         | R. C. D. Mallorca   | La Cartuja               | ≈ 2 de noviembre | Por determinar |              |            |            |            |
| Getafe C. F.        | vs         | Girona F. C.        | Coliseum                 | ≈ 2 de noviembre | Por determinar |              |            |            |            |
| Real Madrid C. F.   | vs         | Valencia C. F.      | Santiago Bernabéu        | ≈ 2 de noviembre | Por determinar |              |            |            |            |
| Real Sociedad       | vs         | Athletic Club       | Reale Arena              | ≈ 2 de noviembre | Por determinar |              |            |            |            |
| Levante U. D.       | vs         | R. C. Celta de Vigo | Ciutat de València       | ≈ 2 de noviembre | Por determinar |              |            |            |            |
| Real Oviedo         | vs         | C. A. Osasuna       | Carlos Tartiere          | ≈ 2 de noviembre | Por determinar |              |            |            |            |
| Villarreal C. F.    | vs         | Rayo Vallecano      | La Cerámica              | ≈ 2 de noviembre | Por determinar |              |            |            |            |

| Jornada 12          | Jornada 12 | Jornada 12          | Jornada 12               | Jornada 12       | Jornada 12     | Jornada 12   | Jornada 12 | Jornada 12 | Jornada 12 |
| Local               | Resultado  | Visitante           | Estadio                  | Fecha            | Hora           | Espectadores | Árbitro    | Amonestado | Expulsado  |
| ------------------- | ---------- | ------------------- | ------------------------ | ---------------- | -------------- | ------------ | ---------- | ---------- | ---------- |
| Athletic Club       | vs         | Real Oviedo         | San Mamés                | ≈ 9 de noviembre | Por determinar |              |            |            |            |
| Atlético de Madrid  | vs         | Levante U. D.       | Riyadh Air Metropolitano | ≈ 9 de noviembre | Por determinar |              |            |            |            |
| Elche C. F.         | vs         | Real Sociedad       | Martínez Valero          | ≈ 9 de noviembre | Por determinar |              |            |            |            |
| R. C. D. Espanyol   | vs         | Villarreal C. F.    | RCDE Stadium             | ≈ 9 de noviembre | Por determinar |              |            |            |            |
| Rayo Vallecano      | vs         | Real Madrid C. F.   | Estadio de Vallecas      | ≈ 9 de noviembre | Por determinar |              |            |            |            |
| Girona F. C.        | vs         | Deportivo Alavés    | Montilivi                | ≈ 9 de noviembre | Por determinar |              |            |            |            |
| R. C. Celta de Vigo | vs         | F. C. Barcelona     | Balaídos                 | ≈ 9 de noviembre | Por determinar |              |            |            |            |
| Valencia C. F.      | vs         | Real Betis Balompié | Mestalla                 | ≈ 9 de noviembre | Por determinar |              |            |            |            |
| R. C. D. Mallorca   | vs         | Getafe C. F.        | Mallorca Son Moix        | ≈ 9 de noviembre | Por determinar |              |            |            |            |
| Sevilla F. C.       | vs         | C. A. Osasuna       | Ramón Sánchez-Pizjuán    | ≈ 9 de noviembre | Por determinar |              |            |            |            |

| Jornada 13          | Jornada 13 | Jornada 13          | Jornada 13       | Jornada 13        | Jornada 13     | Jornada 13   | Jornada 13 | Jornada 13 | Jornada 13 |
| Local               | Resultado  | Visitante           | Estadio          | Fecha             | Hora           | Espectadores | Árbitro    | Amonestado | Expulsado  |
| ------------------- | ---------- | ------------------- | ---------------- | ----------------- | -------------- | ------------ | ---------- | ---------- | ---------- |
| Deportivo Alavés    | vs         | R. C. Celta de Vigo | Mendizorroza     | ≈ 23 de noviembre | Por determinar |              |            |            |            |
| Real Betis Balompié | vs         | Girona F. C.        | La Cartuja       | ≈ 23 de noviembre | Por determinar |              |            |            |            |
| Elche C. F.         | vs         | Real Madrid C. F.   | Martínez Valero  | ≈ 23 de noviembre | Por determinar |              |            |            |            |
| R. C. D. Espanyol   | vs         | Sevilla F. C.       | RCDE Stadium     | ≈ 23 de noviembre | Por determinar |              |            |            |            |
| C. A. Osasuna       | vs         | Real Sociedad       | El Sadar         | ≈ 23 de noviembre | Por determinar |              |            |            |            |
| Real Oviedo         | vs         | Rayo Vallecano      | Carlos Tartiere  | ≈ 23 de noviembre | Por determinar |              |            |            |            |
| F. C. Barcelona     | vs         | Athletic Club       | Spotify Camp Nou | ≈ 23 de noviembre | Por determinar |              |            |            |            |
| Getafe C. F.        | vs         | Atlético de Madrid  | Coliseum         | ≈ 23 de noviembre | Por determinar |              |            |            |            |
| Valencia C. F.      | vs         | Levante U. D.       | Mestalla         | ≈ 23 de noviembre | Por determinar |              |            |            |            |
| Villarreal C. F.    | vs         | R. C. D. Mallorca   | La Cerámica      | ≈ 23 de noviembre | Por determinar |              |            |            |            |

| Jornada 14          | Jornada 14 | Jornada 14          | Jornada 14               | Jornada 14        | Jornada 14     | Jornada 14   | Jornada 14 | Jornada 14 | Jornada 14 |
| Local               | Resultado  | Visitante           | Estadio                  | Fecha             | Hora           | Espectadores | Árbitro    | Amonestado | Expulsado  |
| ------------------- | ---------- | ------------------- | ------------------------ | ----------------- | -------------- | ------------ | ---------- | ---------- | ---------- |
| Atlético de Madrid  | vs         | Real Oviedo         | Riyadh Air Metropolitano | ≈ 30 de noviembre | Por determinar |              |            |            |            |
| R. C. Celta de Vigo | vs         | R. C. D. Espanyol   | Balaídos                 | ≈ 30 de noviembre | Por determinar |              |            |            |            |
| Girona F. C.        | vs         | Real Madrid C. F.   | Montilivi                | ≈ 30 de noviembre | Por determinar |              |            |            |            |
| R. C. D. Mallorca   | vs         | C. A. Osasuna       | Mallorca Son Moix        | ≈ 30 de noviembre | Por determinar |              |            |            |            |
| Rayo Vallecano      | vs         | Valencia C. F.      | Estadio de Vallecas      | ≈ 30 de noviembre | Por determinar |              |            |            |            |
| Real Sociedad       | vs         | Villarreal C. F.    | Reale Arena              | ≈ 30 de noviembre | Por determinar |              |            |            |            |
| F. C. Barcelona     | vs         | Deportivo Alavés    | Spotify Camp Nou         | ≈ 30 de noviembre | Por determinar |              |            |            |            |
| Levante U. D.       | vs         | Athletic Club       | Ciutat de València       | ≈ 30 de noviembre | Por determinar |              |            |            |            |
| Sevilla F. C.       | vs         | Real Betis Balompié | Ramón Sánchez-Pizjuán    | ≈ 30 de noviembre | Por determinar |              |            |            |            |
| Getafe C. F.        | vs         | Elche C. F.         | Coliseum                 | ≈ 30 de noviembre | Por determinar |              |            |            |            |

| Jornada 15          | Jornada 15 | Jornada 15          | Jornada 15        | Jornada 15       | Jornada 15     | Jornada 15   | Jornada 15 | Jornada 15 | Jornada 15 |
| Local               | Resultado  | Visitante           | Estadio           | Fecha            | Hora           | Espectadores | Árbitro    | Amonestado | Expulsado  |
| ------------------- | ---------- | ------------------- | ----------------- | ---------------- | -------------- | ------------ | ---------- | ---------- | ---------- |
| Deportivo Alavés    | vs         | Real Sociedad       | Mendizorroza      | ≈ 7 de diciembre | Por determinar |              |            |            |            |
| Athletic Club       | vs         | Atlético de Madrid  | San Mamés         | ≈ 7 de diciembre | Por determinar |              |            |            |            |
| Elche C. F.         | vs         | Girona F. C.        | Martínez Valero   | ≈ 7 de diciembre | Por determinar |              |            |            |            |
| R. C. D. Espanyol   | vs         | Rayo Vallecano      | RCDE Stadium      | ≈ 7 de diciembre | Por determinar |              |            |            |            |
| Real Betis Balompié | vs         | F. C. Barcelona     | La Cartuja        | ≈ 7 de diciembre | Por determinar |              |            |            |            |
| Real Madrid C. F.   | vs         | R. C. Celta de Vigo | Santiago Bernabéu | ≈ 7 de diciembre | Por determinar |              |            |            |            |
| Villarreal C. F.    | vs         | Getafe C. F.        | La Cerámica       | ≈ 7 de diciembre | Por determinar |              |            |            |            |
| C. A. Osasuna       | vs         | Levante U. D.       | El Sadar          | ≈ 7 de diciembre | Por determinar |              |            |            |            |
| Real Oviedo         | vs         | R. C. D. Mallorca   | Carlos Tartiere   | ≈ 7 de diciembre | Por determinar |              |            |            |            |
| Valencia C. F.      | vs         | Sevilla F. C.       | Mestalla          | ≈ 7 de diciembre | Por determinar |              |            |            |            |

| Jornada 16          | Jornada 16 | Jornada 16          | Jornada 16               | Jornada 16        | Jornada 16     | Jornada 16   | Jornada 16 | Jornada 16 | Jornada 16 |
| Local               | Resultado  | Visitante           | Estadio                  | Fecha             | Hora           | Espectadores | Árbitro    | Amonestado | Expulsado  |
| ------------------- | ---------- | ------------------- | ------------------------ | ----------------- | -------------- | ------------ | ---------- | ---------- | ---------- |
| Deportivo Alavés    | vs         | Real Madrid C. F.   | Mendizorroza             | ≈ 14 de diciembre | Por determinar |              |            |            |            |
| Atlético de Madrid  | vs         | Valencia C. F.      | Riyadh Air Metropolitano | ≈ 14 de diciembre | Por determinar |              |            |            |            |
| F. C. Barcelona     | vs         | C. A. Osasuna       | Spotify Camp Nou         | ≈ 14 de diciembre | Por determinar |              |            |            |            |
| Levante U. D.       | vs         | Villarreal C. F.    | Ciutat de València       | ≈ 14 de diciembre | Por determinar |              |            |            |            |
| R. C. Celta de Vigo | vs         | Athletic Club       | Balaídos                 | ≈ 14 de diciembre | Por determinar |              |            |            |            |
| Rayo Vallecano      | vs         | Real Betis Balompié | Estadio de Vallecas      | ≈ 14 de diciembre | Por determinar |              |            |            |            |
| R. C. D. Mallorca   | vs         | Elche C. F.         | Mallorca Son Moix        | ≈ 14 de diciembre | Por determinar |              |            |            |            |
| Getafe C. F.        | vs         | R. C. D. Espanyol   | Coliseum                 | ≈ 14 de diciembre | Por determinar |              |            |            |            |
| Real Sociedad       | vs         | Girona F. C.        | Reale Arena              | ≈ 14 de diciembre | Por determinar |              |            |            |            |
| Sevilla F. C.       | vs         | Real Oviedo         | Ramón Sánchez-Pizjuán    | ≈ 14 de diciembre | Por determinar |              |            |            |            |

| Jornada 17          | Jornada 17 | Jornada 17          | Jornada 17         | Jornada 17        | Jornada 17     | Jornada 17   | Jornada 17 | Jornada 17 | Jornada 17 |
| Local               | Resultado  | Visitante           | Estadio            | Fecha             | Hora           | Espectadores | Árbitro    | Amonestado | Expulsado  |
| ------------------- | ---------- | ------------------- | ------------------ | ----------------- | -------------- | ------------ | ---------- | ---------- | ---------- |
| Athletic Club       | vs         | R. C. D. Espanyol   | San Mamés          | ≈ 21 de diciembre | Por determinar |              |            |            |            |
| Real Betis Balompié | vs         | Getafe C. F.        | La Cartuja         | ≈ 21 de diciembre | Por determinar |              |            |            |            |
| Elche C. F.         | vs         | Rayo Vallecano      | Martínez Valero    | ≈ 21 de diciembre | Por determinar |              |            |            |            |
| Levante U. D.       | vs         | Real Sociedad       | Ciutat de València | ≈ 21 de diciembre | Por determinar |              |            |            |            |
| Real Madrid C. F.   | vs         | Sevilla F. C.       | Santiago Bernabéu  | ≈ 21 de diciembre | Por determinar |              |            |            |            |
| C. A. Osasuna       | vs         | Deportivo Alavés    | El Sadar           | ≈ 21 de diciembre | Por determinar |              |            |            |            |
| Girona F. C.        | vs         | Atlético de Madrid  | Montilivi          | ≈ 21 de diciembre | Por determinar |              |            |            |            |
| Villarreal C. F.    | vs         | F. C. Barcelona     | La Cerámica        | ≈ 21 de diciembre | Por determinar |              |            |            |            |
| Real Oviedo         | vs         | R. C. Celta de Vigo | Carlos Tartiere    | ≈ 21 de diciembre | Por determinar |              |            |            |            |
| Valencia C. F.      | vs         | R. C. D. Mallorca   | Mestalla           | ≈ 21 de diciembre | Por determinar |              |            |            |            |

| Jornada 18          | Jornada 18 | Jornada 18          | Jornada 18            | Jornada 18   | Jornada 18     | Jornada 18   | Jornada 18 | Jornada 18 | Jornada 18 |
| Local               | Resultado  | Visitante           | Estadio               | Fecha        | Hora           | Espectadores | Árbitro    | Amonestado | Expulsado  |
| ------------------- | ---------- | ------------------- | --------------------- | ------------ | -------------- | ------------ | ---------- | ---------- | ---------- |
| Deportivo Alavés    | vs         | Real Oviedo         | Mendizorroza          | ≈ 4 de enero | Por determinar |              |            |            |            |
| R. C. Celta de Vigo | vs         | Valencia C. F.      | Balaídos              | ≈ 4 de enero | Por determinar |              |            |            |            |
| Elche C. F.         | vs         | Villarreal C. F.    | Martínez Valero       | ≈ 4 de enero | Por determinar |              |            |            |            |
| C. A. Osasuna       | vs         | Athletic Club       | El Sadar              | ≈ 4 de enero | Por determinar |              |            |            |            |
| Real Sociedad       | vs         | Atlético de Madrid  | Reale Arena           | ≈ 4 de enero | Por determinar |              |            |            |            |
| R. C. D. Espanyol   | vs         | F. C. Barcelona     | RCDE Stadium          | ≈ 4 de enero | Por determinar |              |            |            |            |
| Real Madrid C. F.   | vs         | Real Betis Balompié | Santiago Bernabéu     | ≈ 4 de enero | Por determinar |              |            |            |            |
| Rayo Vallecano      | vs         | Getafe C. F.        | Estadio de Vallecas   | ≈ 4 de enero | Por determinar |              |            |            |            |
| R. C. D. Mallorca   | vs         | Girona F. C.        | Mallorca Son Moix     | ≈ 4 de enero | Por determinar |              |            |            |            |
| Sevilla F. C.       | vs         | Levante U. D.       | Ramón Sánchez-Pizjuán | ≈ 4 de enero | Por determinar |              |            |            |            |

| Jornada 19       | Jornada 19 | Jornada 19          | Jornada 19            | Jornada 19    | Jornada 19     | Jornada 19   | Jornada 19 | Jornada 19 | Jornada 19 |
| Local            | Resultado  | Visitante           | Estadio               | Fecha         | Hora           | Espectadores | Árbitro    | Amonestado | Expulsado  |
| ---------------- | ---------- | ------------------- | --------------------- | ------------- | -------------- | ------------ | ---------- | ---------- | ---------- |
| Athletic Club    | vs         | Real Madrid C. F.   | San Mamés             | ≈ 11 de enero | Por determinar |              |            |            |            |
| Getafe C. F.     | vs         | Real Sociedad       | Coliseum              | ≈ 11 de enero | Por determinar |              |            |            |            |
| Girona F. C.     | vs         | C. A. Osasuna       | Montilivi             | ≈ 11 de enero | Por determinar |              |            |            |            |
| Villarreal C. F. | vs         | Deportivo Alavés    | La Cerámica           | ≈ 11 de enero | Por determinar |              |            |            |            |
| F. C. Barcelona  | vs         | Atlético de Madrid  | Spotify Camp Nou      | ≈ 11 de enero | Por determinar |              |            |            |            |
| Real Oviedo      | vs         | Real Betis Balompié | Carlos Tartiere       | ≈ 11 de enero | Por determinar |              |            |            |            |
| Sevilla F. C.    | vs         | R. C. Celta de Vigo | Ramón Sánchez-Pizjuán | ≈ 11 de enero | Por determinar |              |            |            |            |
| Valencia C. F.   | vs         | Elche C. F.         | Mestalla              | ≈ 11 de enero | Por determinar |              |            |            |            |
| Levante U. D.    | vs         | R. C. D. Espanyol   | Ciutat de València    | ≈ 11 de enero | Por determinar |              |            |            |            |
| Rayo Vallecano   | vs         | R. C. D. Mallorca   | Estadio de Vallecas   | ≈ 11 de enero | Por determinar |              |            |            |            |

| Jornada 20          | Jornada 20 | Jornada 20       | Jornada 20               | Jornada 20    | Jornada 20     | Jornada 20   | Jornada 20 | Jornada 20 | Jornada 20 |
| Local               | Resultado  | Visitante        | Estadio                  | Fecha         | Hora           | Espectadores | Árbitro    | Amonestado | Expulsado  |
| ------------------- | ---------- | ---------------- | ------------------------ | ------------- | -------------- | ------------ | ---------- | ---------- | ---------- |
| Real Betis Balompié | vs         | Villarreal C. F. | La Cartuja               | ≈ 18 de enero | Por determinar |              |            |            |            |
| R. C. Celta de Vigo | vs         | Rayo Vallecano   | Balaídos                 | ≈ 18 de enero | Por determinar |              |            |            |            |
| Elche C. F.         | vs         | Sevilla F. C.    | Martínez Valero          | ≈ 18 de enero | Por determinar |              |            |            |            |
| R. C. D. Espanyol   | vs         | Girona F. C.     | RCDE Stadium             | ≈ 18 de enero | Por determinar |              |            |            |            |
| Getafe C. F.        | vs         | Valencia C. F.   | Coliseum                 | ≈ 18 de enero | Por determinar |              |            |            |            |
| C. A. Osasuna       | vs         | Real Oviedo      | El Sadar                 | ≈ 18 de enero | Por determinar |              |            |            |            |
| Atlético de Madrid  | vs         | Deportivo Alavés | Riyadh Air Metropolitano | ≈ 18 de enero | Por determinar |              |            |            |            |
| R. C. D. Mallorca   | vs         | Athletic Club    | Mallorca Son Moix        | ≈ 18 de enero | Por determinar |              |            |            |            |
| Real Sociedad       | vs         | F. C. Barcelona  | Reale Arena              | ≈ 18 de enero | Por determinar |              |            |            |            |
| Real Madrid C. F.   | vs         | Levante U. D.    | Santiago Bernabéu        | ≈ 18 de enero | Por determinar |              |            |            |            |

| Jornada 21         | Jornada 21 | Jornada 21          | Jornada 21               | Jornada 21    | Jornada 21     | Jornada 21   | Jornada 21 | Jornada 21 | Jornada 21 |
| Local              | Resultado  | Visitante           | Estadio                  | Fecha         | Hora           | Espectadores | Árbitro    | Amonestado | Expulsado  |
| ------------------ | ---------- | ------------------- | ------------------------ | ------------- | -------------- | ------------ | ---------- | ---------- | ---------- |
| Deportivo Alavés   | vs         | Real Betis Balompié | Mendizorroza             | ≈ 25 de enero | Por determinar |              |            |            |            |
| Atlético de Madrid | vs         | R. C. D. Mallorca   | Riyadh Air Metropolitano | ≈ 25 de enero | Por determinar |              |            |            |            |
| F. C. Barcelona    | vs         | Real Oviedo         | Spotify Camp Nou         | ≈ 25 de enero | Por determinar |              |            |            |            |
| Sevilla F. C.      | vs         | Athletic Club       | Ramón Sánchez-Pizjuán    | ≈ 25 de enero | Por determinar |              |            |            |            |
| Real Sociedad      | vs         | R. C. Celta de Vigo | Reale Arena              | ≈ 25 de enero | Por determinar |              |            |            |            |
| Levante U. D.      | vs         | Elche C. F.         | Ciutat de València       | ≈ 25 de enero | Por determinar |              |            |            |            |
| Valencia C. F.     | vs         | R. C. D. Espanyol   | Mestalla                 | ≈ 25 de enero | Por determinar |              |            |            |            |
| Girona F. C.       | vs         | Getafe C. F.        | Montilivi                | ≈ 25 de enero | Por determinar |              |            |            |            |
| Rayo Vallecano     | vs         | C. A. Osasuna       | Estadio de Vallecas      | ≈ 25 de enero | Por determinar |              |            |            |            |
| Villarreal C. F.   | vs         | Real Madrid C. F.   | La Cerámica              | ≈ 25 de enero | Por determinar |              |            |            |            |

| Jornada 22          | Jornada 22 | Jornada 22          | Jornada 22         | Jornada 22     | Jornada 22     | Jornada 22   | Jornada 22 | Jornada 22 | Jornada 22 |
| Local               | Resultado  | Visitante           | Estadio            | Fecha          | Hora           | Espectadores | Árbitro    | Amonestado | Expulsado  |
| ------------------- | ---------- | ------------------- | ------------------ | -------------- | -------------- | ------------ | ---------- | ---------- | ---------- |
| Athletic Club       | vs         | Real Sociedad       | San Mamés          | ≈ 1 de febrero | Por determinar |              |            |            |            |
| Real Betis Balompié | vs         | Valencia C. F.      | La Cartuja         | ≈ 1 de febrero | Por determinar |              |            |            |            |
| R. C. D. Mallorca   | vs         | Sevilla F. C.       | Mallorca Son Moix  | ≈ 1 de febrero | Por determinar |              |            |            |            |
| C. A. Osasuna       | vs         | Villarreal C. F.    | El Sadar           | ≈ 1 de febrero | Por determinar |              |            |            |            |
| R. C. D. Espanyol   | vs         | Deportivo Alavés    | RCDE Stadium       | ≈ 1 de febrero | Por determinar |              |            |            |            |
| Levante U. D.       | vs         | Atlético de Madrid  | Ciutat de València | ≈ 1 de febrero | Por determinar |              |            |            |            |
| Elche C. F.         | vs         | F. C. Barcelona     | Martínez Valero    | ≈ 1 de febrero | Por determinar |              |            |            |            |
| Getafe C. F.        | vs         | R. C. Celta de Vigo | Coliseum           | ≈ 1 de febrero | Por determinar |              |            |            |            |
| Real Oviedo         | vs         | Girona F. C.        | Carlos Tartiere    | ≈ 1 de febrero | Por determinar |              |            |            |            |
| Real Madrid C. F.   | vs         | Rayo Vallecano      | Santiago Bernabéu  | ≈ 1 de febrero | Por determinar |              |            |            |            |

| Jornada 23          | Jornada 23 | Jornada 23          | Jornada 23               | Jornada 23     | Jornada 23     | Jornada 23   | Jornada 23 | Jornada 23 | Jornada 23 |
| Local               | Resultado  | Visitante           | Estadio                  | Fecha          | Hora           | Espectadores | Árbitro    | Amonestado | Expulsado  |
| ------------------- | ---------- | ------------------- | ------------------------ | -------------- | -------------- | ------------ | ---------- | ---------- | ---------- |
| Deportivo Alavés    | vs         | Getafe C. F.        | Mendizorroza             | ≈ 8 de febrero | Por determinar |              |            |            |            |
| Athletic Club       | vs         | Levante U. D.       | San Mamés                | ≈ 8 de febrero | Por determinar |              |            |            |            |
| Atlético de Madrid  | vs         | Real Betis Balompié | Riyadh Air Metropolitano | ≈ 8 de febrero | Por determinar |              |            |            |            |
| F. C. Barcelona     | vs         | R. C. D. Mallorca   | Spotify Camp Nou         | ≈ 8 de febrero | Por determinar |              |            |            |            |
| R. C. Celta de Vigo | vs         | C. A. Osasuna       | Balaídos                 | ≈ 8 de febrero | Por determinar |              |            |            |            |
| Real Sociedad       | vs         | Elche C. F.         | Reale Arena              | ≈ 8 de febrero | Por determinar |              |            |            |            |
| Villarreal C. F.    | vs         | R. C. D. Espanyol   | La Cerámica              | ≈ 8 de febrero | Por determinar |              |            |            |            |
| Sevilla F. C.       | vs         | Girona F. C.        | Ramón Sánchez-Pizjuán    | ≈ 8 de febrero | Por determinar |              |            |            |            |
| Valencia C. F.      | vs         | Real Madrid C. F.   | Mestalla                 | ≈ 8 de febrero | Por determinar |              |            |            |            |
| Rayo Vallecano      | vs         | Real Oviedo         | Estadio de Vallecas      | ≈ 8 de febrero | Por determinar |              |            |            |            |

| Jornada 24        | Jornada 24 | Jornada 24          | Jornada 24            | Jornada 24      | Jornada 24     | Jornada 24   | Jornada 24 | Jornada 24 | Jornada 24 |
| Local             | Resultado  | Visitante           | Estadio               | Fecha           | Hora           | Espectadores | Árbitro    | Amonestado | Expulsado  |
| ----------------- | ---------- | ------------------- | --------------------- | --------------- | -------------- | ------------ | ---------- | ---------- | ---------- |
| Elche C. F.       | vs         | C. A. Osasuna       | Martínez Valero       | ≈ 15 de febrero | Por determinar |              |            |            |            |
| Getafe C. F.      | vs         | Villarreal C. F.    | Coliseum              | ≈ 15 de febrero | Por determinar |              |            |            |            |
| Levante U. D.     | vs         | Valencia C. F.      | Ciutat de València    | ≈ 15 de febrero | Por determinar |              |            |            |            |
| Real Madrid C. F. | vs         | Real Sociedad       | Santiago Bernabéu     | ≈ 15 de febrero | Por determinar |              |            |            |            |
| Sevilla F. C.     | vs         | Deportivo Alavés    | Ramón Sánchez-Pizjuán | ≈ 15 de febrero | Por determinar |              |            |            |            |
| Real Oviedo       | vs         | Athletic Club       | Carlos Tartiere       | ≈ 15 de febrero | Por determinar |              |            |            |            |
| Rayo Vallecano    | vs         | Atlético de Madrid  | Estadio de Vallecas   | ≈ 15 de febrero | Por determinar |              |            |            |            |
| Girona F. C.      | vs         | F. C. Barcelona     | Montilivi             | ≈ 15 de febrero | Por determinar |              |            |            |            |
| R. C. D. Mallorca | vs         | Real Betis Balompié | Mallorca Son Moix     | ≈ 15 de febrero | Por determinar |              |            |            |            |
| R. C. D. Espanyol | vs         | R. C. Celta de Vigo | RCDE Stadium          | ≈ 15 de febrero | Por determinar |              |            |            |            |

| Jornada 25          | Jornada 25 | Jornada 25        | Jornada 25               | Jornada 25      | Jornada 25     | Jornada 25   | Jornada 25 | Jornada 25 | Jornada 25 |
| Local               | Resultado  | Visitante         | Estadio                  | Fecha           | Hora           | Espectadores | Árbitro    | Amonestado | Expulsado  |
| ------------------- | ---------- | ----------------- | ------------------------ | --------------- | -------------- | ------------ | ---------- | ---------- | ---------- |
| Deportivo Alavés    | vs         | Girona F. C.      | Mendizorroza             | ≈ 22 de febrero | Por determinar |              |            |            |            |
| Athletic Club       | vs         | Elche C. F.       | San Mamés                | ≈ 22 de febrero | Por determinar |              |            |            |            |
| Atlético de Madrid  | vs         | R. C. D. Espanyol | Riyadh Air Metropolitano | ≈ 22 de febrero | Por determinar |              |            |            |            |
| F. C. Barcelona     | vs         | Levante U. D.     | Spotify Camp Nou         | ≈ 22 de febrero | Por determinar |              |            |            |            |
| Real Betis Balompié | vs         | Rayo Vallecano    | La Cartuja               | ≈ 22 de febrero | Por determinar |              |            |            |            |
| R. C. Celta de Vigo | vs         | R. C. D. Mallorca | Balaídos                 | ≈ 22 de febrero | Por determinar |              |            |            |            |
| Getafe C. F.        | vs         | Sevilla F. C.     | Coliseum                 | ≈ 22 de febrero | Por determinar |              |            |            |            |
| C. A. Osasuna       | vs         | Real Madrid C. F. | El Sadar                 | ≈ 22 de febrero | Por determinar |              |            |            |            |
| Villarreal C. F.    | vs         | Valencia C. F.    | La Cerámica              | ≈ 22 de febrero | Por determinar |              |            |            |            |
| Real Sociedad       | vs         | Real Oviedo       | Reale Arena              | ≈ 22 de febrero | Por determinar |              |            |            |            |

| Jornada 26          | Jornada 26 | Jornada 26          | Jornada 26          | Jornada 26   | Jornada 26     | Jornada 26   | Jornada 26 | Jornada 26 | Jornada 26 |
| Local               | Resultado  | Visitante           | Estadio             | Fecha        | Hora           | Espectadores | Árbitro    | Amonestado | Expulsado  |
| ------------------- | ---------- | ------------------- | ------------------- | ------------ | -------------- | ------------ | ---------- | ---------- | ---------- |
| F. C. Barcelona     | vs         | Villarreal C. F.    | Spotify Camp Nou    | ≈ 1 de marzo | Por determinar |              |            |            |            |
| Real Betis Balompié | vs         | Sevilla F. C.       | La Cartuja          | ≈ 1 de marzo | Por determinar |              |            |            |            |
| Elche C. F.         | vs         | R. C. D. Espanyol   | Martínez Valero     | ≈ 1 de marzo | Por determinar |              |            |            |            |
| R. C. D. Mallorca   | vs         | Real Sociedad       | Mallorca Son Moix   | ≈ 1 de marzo | Por determinar |              |            |            |            |
| Levante U. D.       | vs         | Deportivo Alavés    | Ciutat de València  | ≈ 1 de marzo | Por determinar |              |            |            |            |
| Rayo Vallecano      | vs         | Athletic Club       | Estadio de Vallecas | ≈ 1 de marzo | Por determinar |              |            |            |            |
| Real Oviedo         | vs         | Atlético de Madrid  | Carlos Tartiere     | ≈ 1 de marzo | Por determinar |              |            |            |            |
| Girona F. C.        |            | R. C. Celta de Vigo | Montilivi           | ≈ 1 de marzo | Por determinar |              |            |            |            |
| Real Madrid C. F.   | vs         | Getafe C. F.        | Santiago Bernabéu   | ≈ 1 de marzo | Por determinar |              |            |            |            |
| Valencia C. F.      | vs         | C. A. Osasuna       | Mestalla            | ≈ 1 de marzo | Por determinar |              |            |            |            |

| Jornada 27          | Jornada 27 | Jornada 27          | Jornada 27               | Jornada 27   | Jornada 27     | Jornada 27   | Jornada 27 | Jornada 27 | Jornada 27 |
| Local               | Resultado  | Visitante           | Estadio                  | Fecha        | Hora           | Espectadores | Árbitro    | Amonestado | Expulsado  |
| ------------------- | ---------- | ------------------- | ------------------------ | ------------ | -------------- | ------------ | ---------- | ---------- | ---------- |
| Athletic Club       | vs         | F. C. Barcelona     | San Mamés                | ≈ 8 de marzo | Por determinar |              |            |            |            |
| Atlético de Madrid  | vs         | Real Sociedad       | Riyadh Air Metropolitano | ≈ 8 de marzo | Por determinar |              |            |            |            |
| R. C. Celta de Vigo | vs         | Real Madrid C. F.   | Balaídos                 | ≈ 8 de marzo | Por determinar |              |            |            |            |
| R. C. D. Espanyol   | vs         | Real Oviedo         | RCDE Stadium             | ≈ 8 de marzo | Por determinar |              |            |            |            |
| Valencia C. F.      | vs         | Deportivo Alavés    | Mestalla                 | ≈ 8 de marzo | Por determinar |              |            |            |            |
| Getafe C. F.        | vs         | Real Betis Balompié | Coliseum                 | ≈ 8 de marzo | Por determinar |              |            |            |            |
| Villarreal C. F.    | vs         | Elche C. F.         | La Cerámica              | ≈ 8 de marzo | Por determinar |              |            |            |            |
| Levante U. D.       | vs         | Girona F. C.        | Ciutat de València       | ≈ 8 de marzo | Por determinar |              |            |            |            |
| C. A. Osasuna       | vs         | R. C. D. Mallorca   | El Sadar                 | ≈ 8 de marzo | Por determinar |              |            |            |            |
| Sevilla F. C.       | vs         | Rayo Vallecano      | Ramón Sánchez-Pizjuán    | ≈ 8 de marzo | Por determinar |              |            |            |            |

| Jornada 28          | Jornada 28 | Jornada 28          | Jornada 28               | Jornada 28    | Jornada 28     | Jornada 28   | Jornada 28 | Jornada 28 | Jornada 28 |
| Local               | Resultado  | Visitante           | Estadio                  | Fecha         | Hora           | Espectadores | Árbitro    | Amonestado | Expulsado  |
| ------------------- | ---------- | ------------------- | ------------------------ | ------------- | -------------- | ------------ | ---------- | ---------- | ---------- |
| Deportivo Alavés    | vs         | Villarreal C. F.    | Mendizorroza             | ≈ 15 de marzo | Por determinar |              |            |            |            |
| Atlético de Madrid  | vs         | Getafe C. F.        | Riyadh Air Metropolitano | ≈ 15 de marzo | Por determinar |              |            |            |            |
| F. C. Barcelona     | vs         | Sevilla F. C.       | Spotify Camp Nou         | ≈ 15 de marzo | Por determinar |              |            |            |            |
| Real Betis Balompié | vs         | R. C. Celta de Vigo | La Cartuja               | ≈ 15 de marzo | Por determinar |              |            |            |            |
| Real Oviedo         | vs         | Valencia C. F.      | Carlos Tartiere          | ≈ 15 de marzo | Por determinar |              |            |            |            |
| Girona F. C.        | vs         | Athletic Club       | Montilivi                | ≈ 15 de marzo | Por determinar |              |            |            |            |
| Real Madrid C. F.   | vs         | Elche C. F.         | Santiago Bernabéu        | ≈ 15 de marzo | Por determinar |              |            |            |            |
| R. C. D. Mallorca   | vs         | R. C. D. Espanyol   | Mallorca Son Moix        | ≈ 15 de marzo | Por determinar |              |            |            |            |
| Rayo Vallecano      | vs         | Levante U. D.       | Estadio de Vallecas      | ≈ 15 de marzo | Por determinar |              |            |            |            |
| Real Sociedad       | vs         | C. A. Osasuna       | Reale Arena              | ≈ 15 de marzo | Por determinar |              |            |            |            |

| Jornada 29          | Jornada 29 | Jornada 29          | Jornada 29            | Jornada 29    | Jornada 29     | Jornada 29   | Jornada 29 | Jornada 29 | Jornada 29 |
| Local               | Resultado  | Visitante           | Estadio               | Fecha         | Hora           | Espectadores | Árbitro    | Amonestado | Expulsado  |
| ------------------- | ---------- | ------------------- | --------------------- | ------------- | -------------- | ------------ | ---------- | ---------- | ---------- |
| Athletic Club       | vs         | Real Betis Balompié | San Mamés             | ≈ 22 de marzo | Por determinar |              |            |            |            |
| F. C. Barcelona     | vs         | Rayo Vallecano      | Spotify Camp Nou      | ≈ 22 de marzo | Por determinar |              |            |            |            |
| Elche C. F.         | vs         | R. C. D. Mallorca   | Martínez Valero       | ≈ 22 de marzo | Por determinar |              |            |            |            |
| R. C. D. Espanyol   | vs         | Getafe C. F.        | RCDE Stadium          | ≈ 22 de marzo | Por determinar |              |            |            |            |
| Levante U. D.       | vs         | Real Oviedo         | Ciutat de València    | ≈ 22 de marzo | Por determinar |              |            |            |            |
| Sevilla F. C.       | vs         | Valencia C. F.      | Ramón Sánchez-Pizjuán | ≈ 22 de marzo | Por determinar |              |            |            |            |
| R. C. Celta de Vigo | vs         | Deportivo Alavés    | Balaídos              | ≈ 22 de marzo | Por determinar |              |            |            |            |
| Real Madrid C. F.   | vs         | Atlético de Madrid  | Santiago Bernabéu     | ≈ 22 de marzo | Por determinar |              |            |            |            |
| C. A. Osasuna       | vs         | Girona F. C.        | El Sadar              | ≈ 22 de marzo | Por determinar |              |            |            |            |
| Villarreal C. F.    | vs         | Real Sociedad       | La Cerámica           | ≈ 22 de marzo | Por determinar |              |            |            |            |

| Jornada 30          | Jornada 30 | Jornada 30          | Jornada 30               | Jornada 30   | Jornada 30     | Jornada 30   | Jornada 30 | Jornada 30 | Jornada 30 |
| Local               | Resultado  | Visitante           | Estadio                  | Fecha        | Hora           | Espectadores | Árbitro    | Amonestado | Expulsado  |
| ------------------- | ---------- | ------------------- | ------------------------ | ------------ | -------------- | ------------ | ---------- | ---------- | ---------- |
| Deportivo Alavés    | vs         | C. A. Osasuna       | Mendizorroza             | ≈ 5 de abril | Por determinar |              |            |            |            |
| Atlético de Madrid  | vs         | F. C. Barcelona     | Riyadh Air Metropolitano | ≈ 5 de abril | Por determinar |              |            |            |            |
| Real Betis Balompié | vs         | R. C. D. Espanyol   | La Cartuja               | ≈ 5 de abril | Por determinar |              |            |            |            |
| Girona F. C.        | vs         | Villarreal C. F.    | Montilivi                | ≈ 5 de abril | Por determinar |              |            |            |            |
| R. C. D. Mallorca   | vs         | Real Madrid C. F.   | Mallorca Son Moix        | ≈ 5 de abril | Por determinar |              |            |            |            |
| Real Oviedo         | vs         | Sevilla F. C.       | Carlos Tartiere          | ≈ 5 de abril | Por determinar |              |            |            |            |
| Getafe C. F.        | vs         | Athletic Club       | Coliseum                 | ≈ 5 de abril | Por determinar |              |            |            |            |
| Valencia C. F.      | vs         | R. C. Celta de Vigo | Mestalla                 | ≈ 5 de abril | Por determinar |              |            |            |            |
| Rayo Vallecano      | vs         | Elche C. F.         | Estadio de Vallecas      | ≈ 5 de abril | Por determinar |              |            |            |            |
| Real Sociedad       | vs         | Levante U. D.       | Reale Arena              | ≈ 5 de abril | Por determinar |              |            |            |            |

| Jornada 31          | Jornada 31 | Jornada 31          | Jornada 31            | Jornada 31    | Jornada 31     | Jornada 31   | Jornada 31 | Jornada 31 | Jornada 31 |
| Local               | Resultado  | Visitante           | Estadio               | Fecha         | Hora           | Espectadores | Árbitro    | Amonestado | Expulsado  |
| ------------------- | ---------- | ------------------- | --------------------- | ------------- | -------------- | ------------ | ---------- | ---------- | ---------- |
| Athletic Club       | vs         | Villarreal C. F.    | San Mamés             | ≈ 12 de abril | Por determinar |              |            |            |            |
| F. C. Barcelona     | vs         | R. C. D. Espanyol   | Spotify Camp Nou      | ≈ 12 de abril | Por determinar |              |            |            |            |
| R. C. Celta de Vigo | vs         | Real Oviedo         | Balaídos              | ≈ 12 de abril | Por determinar |              |            |            |            |
| Elche C. F.         | vs         | Valencia C. F.      | Martínez Valero       | ≈ 12 de abril | Por determinar |              |            |            |            |
| R. C. D. Mallorca   | vs         | Rayo Vallecano      | Mallorca Son Moix     | ≈ 12 de abril | Por determinar |              |            |            |            |
| Real Sociedad       | vs         | Deportivo Alavés    | Reale Arena           | ≈ 12 de abril | Por determinar |              |            |            |            |
| Sevilla F. C.       | vs         | Atlético de Madrid  | Ramón Sánchez-Pizjuán | ≈ 12 de abril | Por determinar |              |            |            |            |
| C. A. Osasuna       | vs         | Real Betis Balompié | El Sadar              | ≈ 12 de abril | Por determinar |              |            |            |            |
| Levante U. D.       | vs         | Getafe C. F.        | Ciutat de València    | ≈ 12 de abril | Por determinar |              |            |            |            |
| Real Madrid C. F.   | vs         | Girona F. C.        | Santiago Bernabéu     | ≈ 12 de abril | Por determinar |              |            |            |            |

| Jornada 32          | Jornada 32 | Jornada 32          | Jornada 32               | Jornada 32    | Jornada 32     | Jornada 32   | Jornada 32 | Jornada 32 | Jornada 32 |
| Local               | Resultado  | Visitante           | Estadio                  | Fecha         | Hora           | Espectadores | Árbitro    | Amonestado | Expulsado  |
| ------------------- | ---------- | ------------------- | ------------------------ | ------------- | -------------- | ------------ | ---------- | ---------- | ---------- |
| Deportivo Alavés    | vs         | R. C. D. Mallorca   | Mendizorroza             | ≈ 19 de abril | Por determinar |              |            |            |            |
| Real Betis Balompié | vs         | Real Madrid C. F.   | La Cartuja               | ≈ 19 de abril | Por determinar |              |            |            |            |
| R. C. D. Espanyol   | vs         | Levante U. D.       | RCDE Stadium             | ≈ 19 de abril | Por determinar |              |            |            |            |
| C. A. Osasuna       | vs         | Sevilla F. C.       | El Sadar                 | ≈ 19 de abril | Por determinar |              |            |            |            |
| Rayo Vallecano      | vs         | Real Sociedad       | Estadio de Vallecas      | ≈ 19 de abril | Por determinar |              |            |            |            |
| Atlético de Madrid  | vs         | Athletic Club       | Riyadh Air Metropolitano | ≈ 19 de abril | Por determinar |              |            |            |            |
| Getafe C. F.        | vs         | F. C. Barcelona     | Coliseum                 | ≈ 19 de abril | Por determinar |              |            |            |            |
| Villarreal C. F.    | vs         | R. C. Celta de Vigo | La Cerámica              | ≈ 19 de abril | Por determinar |              |            |            |            |
| Real Oviedo         | vs         | Elche C. F.         | Carlos Tartiere          | ≈ 19 de abril | Por determinar |              |            |            |            |
| Valencia C. F.      | vs         | Girona F. C.        | Mestalla                 | ≈ 19 de abril | Por determinar |              |            |            |            |

| Jornada 33        | Jornada 33 | Jornada 33          | Jornada 33          | Jornada 33    | Jornada 33     | Jornada 33   | Jornada 33 | Jornada 33 | Jornada 33 |
| Local             | Resultado  | Visitante           | Estadio             | Fecha         | Hora           | Espectadores | Árbitro    | Amonestado | Expulsado  |
| ----------------- | ---------- | ------------------- | ------------------- | ------------- | -------------- | ------------ | ---------- | ---------- | ---------- |
| Athletic Club     | vs         | C. A. Osasuna       | San Mamés           | ≈ 22 de abril | Por determinar |              |            |            |            |
| F. C. Barcelona   | vs         | R. C. Celta de Vigo | Spotify Camp Nou    | ≈ 22 de abril | Por determinar |              |            |            |            |
| Levante U. D.     | vs         | Sevilla F. C.       | Ciutat de València  | ≈ 22 de abril | Por determinar |              |            |            |            |
| R. C. D. Mallorca | vs         | Valencia C. F.      | Mallorca Son Moix   | ≈ 22 de abril | Por determinar |              |            |            |            |
| Real Oviedo       | vs         | Villarreal C. F.    | Carlos Tartiere     | ≈ 22 de abril | Por determinar |              |            |            |            |
| Real Madrid C. F. | vs         | Deportivo Alavés    | Santiago Bernabéu   | ≈ 22 de abril | Por determinar |              |            |            |            |
| Elche C. F.       | vs         | Atlético de Madrid  | Martínez Valero     | ≈ 22 de abril | Por determinar |              |            |            |            |
| Girona F. C.      | vs         | Real Betis Balompié | Montilivi           | ≈ 22 de abril | Por determinar |              |            |            |            |
| Rayo Vallecano    | vs         | R. C. D. Espanyol   | Estadio de Vallecas | ≈ 22 de abril | Por determinar |              |            |            |            |
| Real Sociedad     | vs         | Getafe C. F.        | Reale Arena         | ≈ 22 de abril | Por determinar |              |            |            |            |

| Jornada 34          | Jornada 34 | Jornada 34         | Jornada 34            | Jornada 34  | Jornada 34     | Jornada 34   | Jornada 34 | Jornada 34 | Jornada 34 |
| Local               | Resultado  | Visitante          | Estadio               | Fecha       | Hora           | Espectadores | Árbitro    | Amonestado | Expulsado  |
| ------------------- | ---------- | ------------------ | --------------------- | ----------- | -------------- | ------------ | ---------- | ---------- | ---------- |
| Deportivo Alavés    | vs         | Athletic Club      | Mendizorroza          | ≈ 3 de mayo | Por determinar |              |            |            |            |
| Real Betis Balompié | vs         | Real Oviedo        | La Cartuja            | ≈ 3 de mayo | Por determinar |              |            |            |            |
| R. C. Celta de Vigo | vs         | Elche C. F.        | Balaídos              | ≈ 3 de mayo | Por determinar |              |            |            |            |
| R. C. D. Espanyol   | vs         | Real Madrid C. F.  | RCDE Stadium          | ≈ 3 de mayo | Por determinar |              |            |            |            |
| Getafe C. F.        | vs         | Rayo Vallecano     | Coliseum              | ≈ 3 de mayo | Por determinar |              |            |            |            |
| Girona F. C.        | vs         | R. C. D. Mallorca  | Montilivi             | ≈ 3 de mayo | Por determinar |              |            |            |            |
| Valencia C. F.      | vs         | Atlético de Madrid | Mestalla              | ≈ 3 de mayo | Por determinar |              |            |            |            |
| C. A. Osasuna       | vs         | F. C. Barcelona    | El Sadar              | ≈ 3 de mayo | Por determinar |              |            |            |            |
| Villarreal C. F.    | vs         | Levante U. D.      | La Cerámica           | ≈ 3 de mayo | Por determinar |              |            |            |            |
| Sevilla F. C.       | vs         | Real Sociedad      | Ramón Sánchez-Pizjuán | ≈ 3 de mayo | Por determinar |              |            |            |            |

| Jornada 35         | Jornada 35 | Jornada 35          | Jornada 35               | Jornada 35   | Jornada 35     | Jornada 35   | Jornada 35 | Jornada 35 | Jornada 35 |
| Local              | Resultado  | Visitante           | Estadio                  | Fecha        | Hora           | Espectadores | Árbitro    | Amonestado | Expulsado  |
| ------------------ | ---------- | ------------------- | ------------------------ | ------------ | -------------- | ------------ | ---------- | ---------- | ---------- |
| Athletic Club      | vs         | Valencia C. F.      | San Mamés                | ≈ 10 de mayo | Por determinar |              |            |            |            |
| Atlético de Madrid | vs         | R. C. Celta de Vigo | Riyadh Air Metropolitano | ≈ 10 de mayo | Por determinar |              |            |            |            |
| F. C. Barcelona    | vs         | Real Madrid C. F.   | Spotify Camp Nou         | ≈ 10 de mayo | Por determinar |              |            |            |            |
| Levante U. D.      | vs         | C. A. Osasuna       | Ciutat de València       | ≈ 10 de mayo | Por determinar |              |            |            |            |
| R. C. D. Mallorca  | vs         | Villarreal C. F.    | Mallorca Son Moix        | ≈ 10 de mayo | Por determinar |              |            |            |            |
| Elche C. F.        | vs         | Deportivo Alavés    | Martínez Valero          | ≈ 10 de mayo | Por determinar |              |            |            |            |
| Real Sociedad      | vs         | Real Betis Balompié | Reale Arena              | ≈ 10 de mayo | Por determinar |              |            |            |            |
| Sevilla F. C.      | vs         | R. C. D. Espanyol   | Ramón Sánchez-Pizjuán    | ≈ 10 de mayo | Por determinar |              |            |            |            |
| Real Oviedo        | vs         | Getafe C. F.        | Carlos Tartiere          | ≈ 10 de mayo | Por determinar |              |            |            |            |
| Rayo Vallecano     | vs         | Girona F. C.        | Estadio de Vallecas      | ≈ 10 de mayo | Por determinar |              |            |            |            |

| Jornada 36          | Jornada 36 | Jornada 36         | Jornada 36        | Jornada 36   | Jornada 36     | Jornada 36   | Jornada 36 | Jornada 36 | Jornada 36 |
| Local               | Resultado  | Visitante          | Estadio           | Fecha        | Hora           | Espectadores | Árbitro    | Amonestado | Expulsado  |
| ------------------- | ---------- | ------------------ | ----------------- | ------------ | -------------- | ------------ | ---------- | ---------- | ---------- |
| Deportivo Alavés    | vs         | F. C. Barcelona    | Mendizorroza      | ≈ 13 de mayo | Por determinar |              |            |            |            |
| Real Betis Balompié | vs         | Elche C. F.        | La Cartuja        | ≈ 13 de mayo | Por determinar |              |            |            |            |
| R. C. Celta de Vigo | vs         | Levante U. D.      | Balaídos          | ≈ 13 de mayo | Por determinar |              |            |            |            |
| Getafe C. F.        | vs         | R. C. D. Mallorca  | Coliseum          | ≈ 13 de mayo | Por determinar |              |            |            |            |
| Girona F. C.        | vs         | Real Sociedad      | Montilivi         | ≈ 13 de mayo | Por determinar |              |            |            |            |
| R. C. D. Espanyol   | vs         | Athletic Club      | RCDE Stadium      | ≈ 13 de mayo | Por determinar |              |            |            |            |
| C. A. Osasuna       | vs         | Atlético de Madrid | El Sadar          | ≈ 13 de mayo | Por determinar |              |            |            |            |
| Valencia C. F.      | vs         | Rayo Vallecano     | Mestalla          | ≈ 13 de mayo | Por determinar |              |            |            |            |
| Villarreal C. F.    | vs         | Sevilla F. C.      | La Cerámica       | ≈ 13 de mayo | Por determinar |              |            |            |            |
| Real Madrid C. F.   | vs         | Real Oviedo        | Santiago Bernabéu | ≈ 13 de mayo | Por determinar |              |            |            |            |

| Jornada 37         | Jornada 37 | Jornada 37          | Jornada 37               | Jornada 37   | Jornada 37     | Jornada 37   | Jornada 37 | Jornada 37 | Jornada 37 |
| Local              | Resultado  | Visitante           | Estadio                  | Fecha        | Hora           | Espectadores | Árbitro    | Amonestado | Expulsado  |
| ------------------ | ---------- | ------------------- | ------------------------ | ------------ | -------------- | ------------ | ---------- | ---------- | ---------- |
| Athletic Club      | vs         | R. C. Celta de Vigo | San Mamés                | ≈ 17 de mayo | Por determinar |              |            |            |            |
| Atlético de Madrid | vs         | Girona F. C.        | Riyadh Air Metropolitano | ≈ 17 de mayo | Por determinar |              |            |            |            |
| F. C. Barcelona    | vs         | Real Betis Balompié | Spotify Camp Nou         | ≈ 17 de mayo | Por determinar |              |            |            |            |
| Elche C. F.        | vs         | Getafe C. F.        | Martínez Valero          | ≈ 17 de mayo | Por determinar |              |            |            |            |
| Levante U. D.      | vs         | R. C. D. Mallorca   | Ciutat de València       | ≈ 17 de mayo | Por determinar |              |            |            |            |
| Rayo Vallecano     | vs         | Villarreal C. F.    | Estadio de Vallecas      | ≈ 17 de mayo | Por determinar |              |            |            |            |
| Real Sociedad      | vs         | Valencia C. F.      | Reale Arena              | ≈ 17 de mayo | Por determinar |              |            |            |            |
| Real Oviedo        | vs         | Deportivo Alavés    | Carlos Tartiere          | ≈ 17 de mayo | Por determinar |              |            |            |            |
| C. A. Osasuna      | vs         | R. C. D. Espanyol   | El Sadar                 | ≈ 17 de mayo | Por determinar |              |            |            |            |
| Sevilla F. C.      | vs         | Real Madrid C. F.   | Ramón Sánchez-Pizjuán    | ≈ 17 de mayo | Por determinar |              |            |            |            |

| Jornada 38          | Jornada 38 | Jornada 38         | Jornada 38        | Jornada 38   | Jornada 38     | Jornada 38   | Jornada 38 | Jornada 38 | Jornada 38 |
| Local               | Resultado  | Visitante          | Estadio           | Fecha        | Hora           | Espectadores | Árbitro    | Amonestado | Expulsado  |
| ------------------- | ---------- | ------------------ | ----------------- | ------------ | -------------- | ------------ | ---------- | ---------- | ---------- |
| Deportivo Alavés    | vs         | Rayo Vallecano     | San Mamés         | ≈ 24 de mayo | Por determinar |              |            |            |            |
| Real Betis Balompié | vs         | Levante U. D.      | La Cartuja        | ≈ 24 de mayo | Por determinar |              |            |            |            |
| R. C. Celta de Vigo | vs         | Sevilla F. C.      | Balaídos          | ≈ 24 de mayo | Por determinar |              |            |            |            |
| R. C. D. Espanyol   | vs         | Real Sociedad      | RCDE Stadium      | ≈ 24 de mayo | Por determinar |              |            |            |            |
| Getafe C. F.        | vs         | C. A. Osasuna      | Coliseum          | ≈ 24 de mayo | Por determinar |              |            |            |            |
| R. C. D. Mallorca   | vs         | Real Oviedo        | Mallorca Son Moix | ≈ 24 de mayo | Por determinar |              |            |            |            |
| Real Madrid C. F.   | vs         | Athletic Club      | Santiago Bernabéu | ≈ 24 de mayo | Por determinar |              |            |            |            |
| Villarreal C. F.    | vs         | Atlético de Madrid | La Cerámica       | ≈ 24 de mayo | Por determinar |              |            |            |            |
| Valencia C. F.      | vs         | F. C. Barcelona    | Mestalla          | ≈ 24 de mayo | Por determinar |              |            |            |            |
| Girona F. C.        | vs         | Elche C. F.        | Montilivi         | ≈ 24 de mayo | Por determinar |              |            |            |            |

### Tabla de resultados cruzados
| Local \ Visitante | ALA | ATH | ATM | BAR | BET | CEL | ELC | ESP | GET | GIR | LEV | MLL | OSA | OVI | RAY | RMA | RSO | SEV | VAL | VIL |
| ----------------- | --- | --- | --- | --- | --- | --- | --- | --- | --- | --- | --- | --- | --- | --- | --- | --- | --- | --- | --- | --- |
| Alavés            | —   |     |     |     |     |     |     |     |     |     | 2–1 |     |     |     |     |     |     |     |     |     |
| Athletic          |     | —   |     | a   |     |     |     |     |     |     |     |     |     |     |     | a   | a   | 3–2 |     |     |
| Atlético          |     |     | —   |     |     |     |     |     |     |     |     |     |     |     |     | a   |     |     |     |     |
| Barcelona         |     | a   |     | —   |     |     |     | a   |     |     |     |     |     |     |     | a   |     |     |     |     |
| Betis             |     |     |     |     | —   |     |     |     |     |     |     |     |     |     |     |     |     | a   |     |     |
| Celta             |     |     |     |     |     | —   |     |     | 0–2 |     |     |     |     |     |     |     |     |     |     |     |
| Elche             |     |     |     |     | 1–1 |     | —   |     |     |     |     |     |     |     |     |     |     |     |     |     |
| Espanyol          |     |     | 2–1 | a   |     |     |     | —   |     |     |     |     |     |     |     |     |     |     |     |     |
| Getafe            |     |     |     |     |     |     |     |     | —   |     |     |     |     |     |     |     |     |     |     |     |
| Girona            |     |     |     |     |     |     |     |     |     | —   |     |     |     |     | 1–3 |     |     |     |     |     |
| Levante           |     |     |     |     |     |     |     |     |     |     | —   |     |     |     |     |     |     |     | a   |     |
| Mallorca          |     |     |     | 0–3 |     |     |     |     |     |     |     | —   |     |     |     |     |     |     |     |     |
| Osasuna           |     |     |     |     |     |     |     |     |     |     |     |     | —   |     |     |     |     |     |     |     |
| Oviedo            |     |     |     |     |     |     |     |     |     |     |     |     |     | —   |     |     |     |     |     |     |
| Rayo              |     |     |     |     |     |     |     |     |     |     |     |     |     |     | —   |     |     |     |     |     |
| R. Madrid         |     | a   | a   | a   |     |     |     |     |     |     |     |     | 1–0 |     |     | —   |     |     |     |     |
| R. Sociedad       |     | a   |     |     |     |     |     |     |     |     |     |     |     |     |     |     | —   |     |     |     |
| Sevilla           |     |     |     |     | a   |     |     |     |     |     |     |     |     |     |     |     |     | —   |     |     |
| Valencia          |     |     |     |     |     |     |     |     |     |     | a   |     |     |     |     |     | 1–1 |     | —   |     |
| Villarreal        |     |     |     |     |     |     |     |     |     |     |     |     |     | 2–0 |     |     |     |     |     | —   |

## Datos y estadísticas

### Máximos goleadores
Al finalizar la temporada, el máximo goleador de la competición recibe el Trofeo Pichichi y el máximo goleador español recibe el Trofeo Zarra.
| Pos. | Jugador         | Equipo             | Goles | Part. | Prom. |
| ---- | --------------- | ------------------ | ----- | ----- | ----- |
| 1    | Pere Milla      | Espanyol           | 1     | 1     | 1     |
| 2    | Robert Navarro  | Athletic Club      | 1     | 1     | 1     |
| 3    | Miguel Rubio    | Espanyol           | 1     | 1     | 1     |
| 4    | Maroan Sannadi  | Athletic Club      | 1     | 1     | 1     |
| 5    | Ferran Torres   | Barcelona          | 1     | 1     | 1     |
| 6    | Pape Gueye      | Villarreal         | 1     | 1     | 1     |
| 7    | Aitor Ruibal    | Real Betis         | 1     | 1     | 1     |
| 8    | Raphinha        | Barcelona          | 1     | 1     | 1     |
| 9    | Adrián Liso     | Getafe             | 1     | 1     | 1     |
| 10   | Take Kubo       | Real Sociedad      | 1     | 1     | 1     |
| 11   | Jorge de Frutos | Rayo Vallecano     | 1     | 1     | 1     |
| 12   | Germán Valera   | Elche              | 1     | 1     | 1     |
| 13   | Julián Álvarez  | Atlético de Madrid | 1     | 1     | 1     |
| 14   | Nico Williams   | Athletic Club      | 1     | 1     | 1     |
| 15   | Álvaro García   | Rayo Vallecano     | 1     | 1     | 1     |

Fuente: BeSoccer. Actualizado al último partido de la jornada 1 disputado el 19 de agosto de 2025.

### Máximos asistentes
La siguiente tabla muestra el ranking de máximos asistentes de la competición:
| Pos. | Jugador          | Equipo         | Asist. | Part. | Prom. |
| ---- | ---------------- | -------------- | ------ | ----- | ----- |
| 1    | Nico Williams    | Athletic Club  | 2      | 1     | 2     |
| 2    | Gavi             | Barcelona      | 1      | 1     | 1     |
| 3    | Martim Neto      | Elche          | 1      | 1     | 1     |
| 4    | Dani Raba        | Valencia       | 1      | 1     | 1     |
| 5    | Brais Méndez     | Real Sociedad  | 1      | 1     | 1     |
| 6    | Rodrigo Riquelme | Real Betis     | 1      | 1     | 1     |
| 7    | Jorge de Frutos  | Rayo Vallecano | 1      | 1     | 1     |
| 8    | Nicolas Pépé     | Villarreal     | 1      | 1     | 1     |
| 9    | Akor Adams       | Sevilla        | 1      | 1     | 1     |
| 10   | Viktor Tsygankov | Girona         | 1      | 1     | 1     |
| 11   | Carles Aleñá     | Alavés         | 1      | 1     | 1     |
| 12   | Christantus Uche | Getafe         | 1      | 1     | 1     |
| 13   | Omar El Hilali   | Espanyol       | 1      | 1     | 1     |
| 14   | Edu Expósito     | Espanyol       | 1      | 1     | 1     |
| 15   | Lamine Yamal     | Barcelona      | 1      | 1     | 1     |

Fuente: BeSoccer. Actualizado al último partido de la jornada 1 disputado el 19 de agosto de 2025.

### Tripletes o más
A continuación se detallan las ocasiones donde un mismo jugador anotó tres o más goles durante el mismo partido.
| N.º | Fecha | Jugador | Goles | Local |  | Resultado |  | Visitante | Rep. |
| --- | ----- | ------- | ----- | ----- |  | --------- |  | --------- | ---- |

### Autogoles
A continuación se detallan los autogoles marcados a lo largo de la temporada.
| N.º | Fecha | Jugador | Minuto | Local |  | Resultado |  | Visitante | Rep. |
| --- | ----- | ------- | ------ | ----- |  | --------- |  | --------- | ---- |

### Récords
| Récords de jugadores       | Récords de jugadores | Récords de jugadores | Récords de jugadores | Récords de jugadores          | Récords de jugadores | Récords de jugadores              | Récords de jugadores | Récords de jugadores |
| Récord                     | Fecha                | Jugador              | Local                |                               | Resultado            |                                   | Visitante            | Rep.                 |
| -------------------------- | -------------------- | -------------------- | -------------------- | ----------------------------- | -------------------- | --------------------------------- | -------------------- | -------------------- |
| Primer gol de la temporada | 15/08/2025           | Jorge de Frutos      | Girona F. C.         | Bandera de Cataluña           | 1 – 3                | Bandera de la Comunidad de Madrid | Rayo Vallecano       | Jornada 1            |
| Gol anotado más pronto     | 16/08/2025           | Raphinha (6:56)      | R. C. D. Mallorca    | Bandera de las Islas Baleares | 0 – 3                | Bandera de Cataluña               | F. C. Barcelona      | Jornada 1            |
| Gol anotado más tarde      | 16/08/2025           | Lamine Yamal (93:41) | R. C. D. Mallorca    | Bandera de las Islas Baleares | 0 – 3                | Bandera de Cataluña               | F. C. Barcelona      | Jornada 1            |

| Récords de equipos          | Récords de equipos | Récords de equipos          | Récords de equipos | Récords de equipos                | Récords de equipos | Récords de equipos                | Récords de equipos | Récords de equipos |
| Récord                      | Fecha              | Equipo/s                    | Local              |                                   | Resultado          |                                   | Visitante          | Rep.               |
| --------------------------- | ------------------ | --------------------------- | ------------------ | --------------------------------- | ------------------ | --------------------------------- | ------------------ | ------------------ |
| Más goles en un partido     | 17/08/2025         | Athletic Club y Sevilla (5) | Athletic Club      | Bandera del País Vasco            | 3 – 2              | Bandera de Andalucía              | Sevilla F. C.      | Jornada 1          |
| Más público en un partido   | 19/08/2025         | Real Madrid (68 407)        | Real Madrid C. F.  | Bandera de la Comunidad de Madrid | 1 – 0              | Bandera de Navarra                | C. A. Osasuna      | Jornada 1          |
| Menos público en un partido | 15/08/2025         | Girona (12 403)             | Girona F. C.       | Bandera de Cataluña               | 1 – 3              | Bandera de la Comunidad de Madrid | Rayo Vallecano     | Jornada 1          |
| Mayor victoria local        |                    |                             |                    |                                   |                    |                                   |                    |                    |
| Mayor victoria visitante    | 16/08/2025         | Barcelona (+3)              | R. C. D. Mallorca  | Bandera de las Islas Baleares     | 0 – 3              | Bandera de Cataluña               | F. C. Barcelona    | Jornada 1          |

## Premios

### Premios mensuales
LALIGA entregará a lo largo de la temporada y de forma mensual los siguientes premios por categorías, seleccionados a través de una votación:
|  | Mejor jugador | Mejor entrenador | Mejor jugador sub-23 | Mejor gol | Mejor parada |
|  | ------------- | ---------------- | -------------------- | --------- | ------------ |

## Fichajes

### Fichajes más caros del mercado de verano
| Jugador            | Club de destino    | Club de origen | Precio (€)   | Ref.   |
| ------------------ | ------------------ | -------------- | ------------ | ------ |
| Dean Huijsen       | Real Madrid        | Bournemouth    | 59 500 000 € | [ 41 ] |
| Álvaro Carreras    | Real Madrid        | Benfica        | 50 000 000 € | [ 42 ] |
| Franco Mastantuono | Real Madrid        | River Plate    | 45 000 000 € | [ 43 ] |
| Álex Baena         | Atlético de Madrid | Villarreal     | 42 000 000 € | [ 44 ] |
| Dávid Hancko       | Atlético de Madrid | Feyenoord      | 30 000 000 € | [ 45 ] |
| Joan García        | Barcelona          | Espanyol       | 25 000 000 € | [ 46 ] |
| Johnny Cardoso     | Atlético de Madrid | Real Betis     | 25 000 000 € | [ 47 ] |
| Giacomo Raspadori  | Atlético de Madrid | Nápoles        | 22 000 000 € | [ 48 ] |
| Thiago Almada      | Atlético de Madrid | Botafogo       | 21 000 000 € | [ 49 ] |
| Matteo Ruggeri     | Atlético de Madrid | Atalanta       | 17 000 000 € | [ 50 ] |

| Fuente: Transfermarkt . |

### Fichajes más caros del mercado de invierno
| Jugador | Club de destino | Club de origen | Precio (€) | Ref. |
| ------- | --------------- | -------------- | ---------- | ---- |